# Berlin-Tempelhof

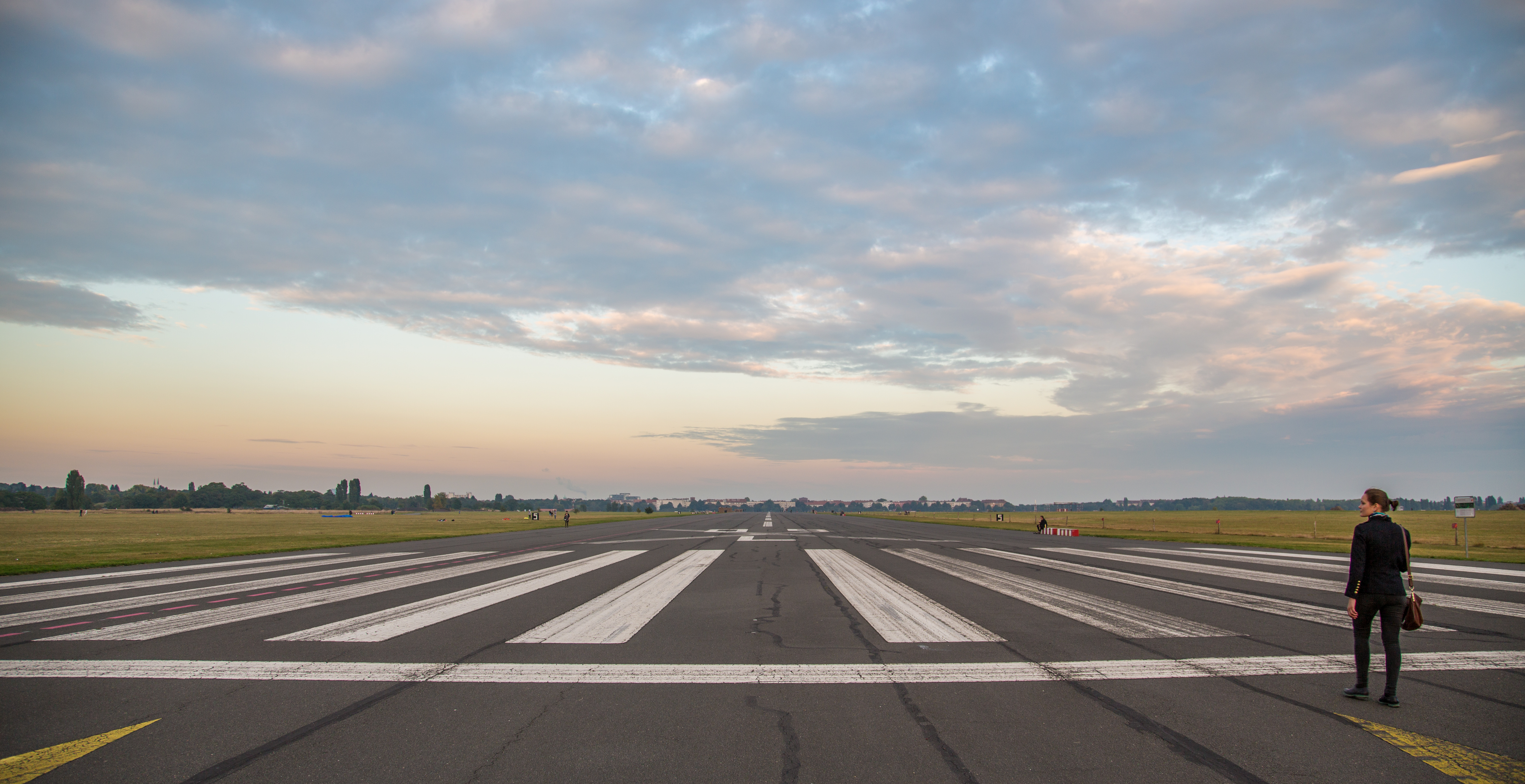
Rollbahn des ehemaligen Flughafens, das Tempelhofer Feld

Tempelhof ist ein Ortsteil im Berliner Bezirk Tempelhof-Schöneberg. Bis zur Verwaltungsreform 2001 gab es einen eigenständigen Bezirk Tempelhof, der als 13. Bezirk die Ortsteile Mariendorf, Marienfelde, Lichtenrade und den namensgebenden Ortsteil Tempelhof umfasste.

## Geographie

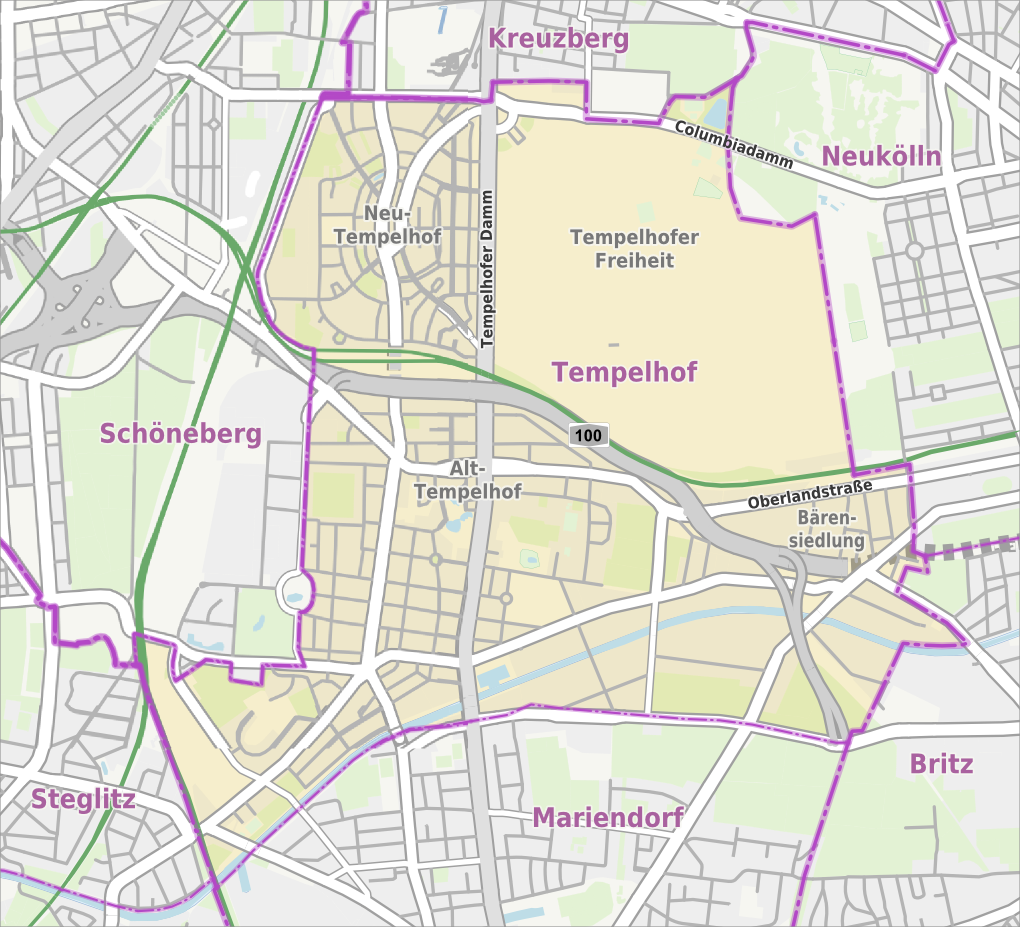
Übersichtskarte des Ortsteils Tempelhof

### Geographische Lage
Der Ortsteil Tempelhof liegt im Nordosten des Bezirks Tempelhof-Schöneberg. Benachbarte Ortsteile sind im Westen Schöneberg, im Südwesten Steglitz, im Süden Mariendorf, im Südosten Britz, im Osten Neukölln und im Norden Kreuzberg.
Die Grenze des Ortsteiles verläuft im Norden entlang der Bezirksgrenze zu Friedrichshain-Kreuzberg, um dann entlang der General-Pape-Straße nach Süden zu führen. Ab der Höhe des Bahnhofs Südkreuz verläuft die Grenze entlang der Ringbahn nach Südosten, um dann entlang der Alboinstraße auf die Arnulfstraße zu stoßen und dieser entlang nach Westen zu folgen. Ab der S-Bahn-Linie S2 folgt sie den Schienen nach Süden bis zum Teltowkanal. Im Süden verläuft sie entlang des Teltowkanals, ab dem Mariendorfer Damm springt sie zur Ullsteinstraße und verläuft auf ihr weiter in Richtung Osten. Ab der Gottlieb-Dunkel-Straße verläuft die Grenze am Nordrand des St.-Michael-Kirchhofs bis zur Autobahn-Anschlussstelle 22 – Gradestraße der A 100. Von diesem Punkt verläuft die östliche Ortsteilgrenze zusammen mit der Bezirksgrenze durch verschiedene Kleingartengelände in Richtung Teltowkanal, folgt diesem ein kurzes Stück bis zum Tempelhofer Weg, verläuft dann an dessen Südwest-Seite bis zur Hattenheimer Straße um dann entlang der Eschersheimer Straße auf die Oberlandstraße zu stoßen. Die Grenze verläuft ab der Bacharacher Straße nach Norden quer über das Flughafengelände, um nach einer Verschwenkung nach Westen auf der Höhe der Lilienthalstraße wieder nach Norden zu verlaufen und stößt abschließend wieder auf die Bezirksgrenze zu Friedrichshain-Kreuzberg.

### Siedlungsstruktur

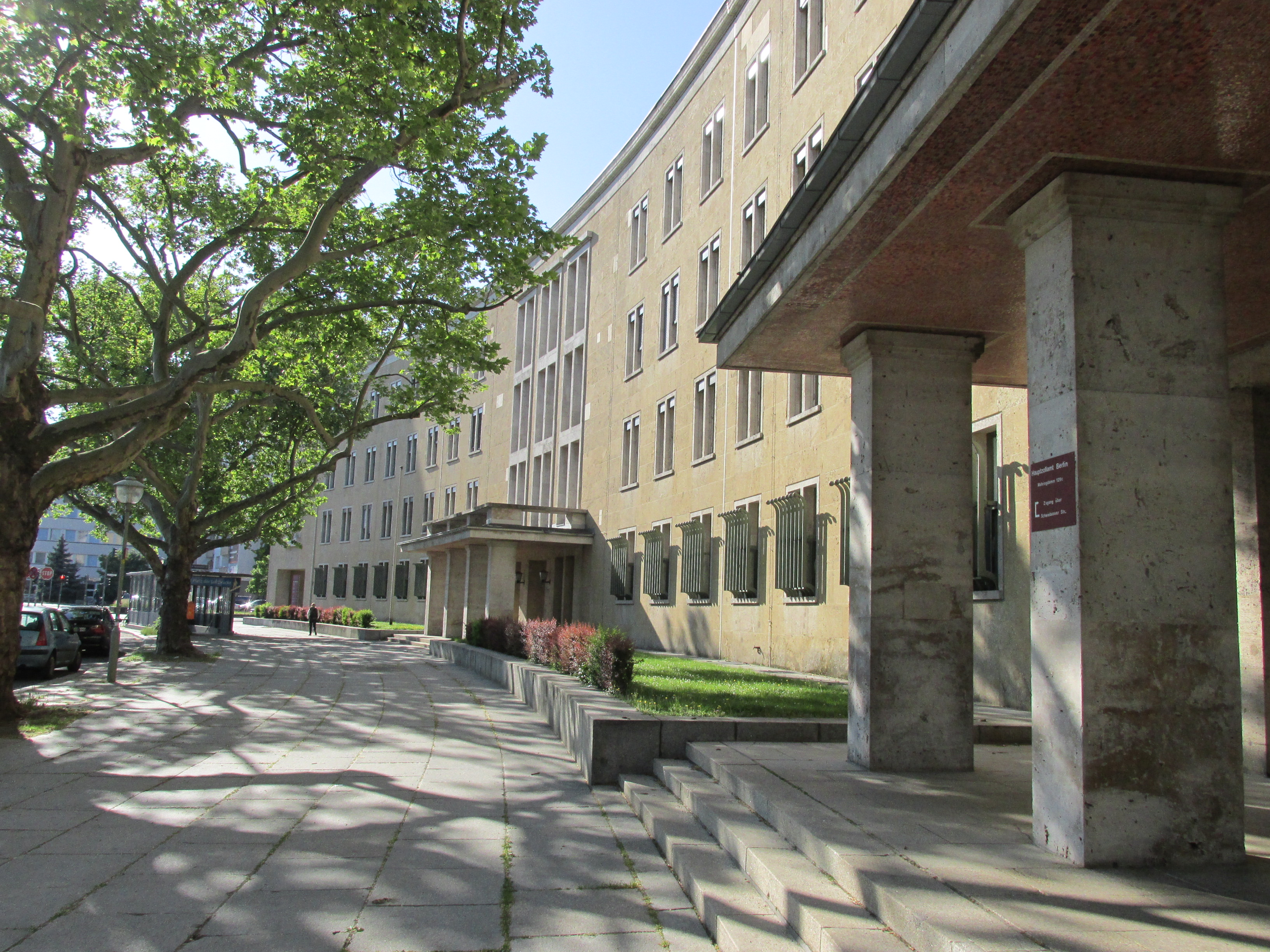
Platz der Luftbrücke

Tempelhof ist geprägt von einer Mischung aus Mietshaus- und Einfamilienhaus-Siedlungen sowie Industrie- und Grünflächen (Parkanlagen, Laubenkolonien). Gewerbe- und Industrieflächen mit typischen Industriestraßen wie der Gottlieb-Dunkel-Straße oder der Teilestraße haben sich insbesondere entlang des Teltowkanals und der Neukölln-Mittenwalder Eisenbahn um den Güterbahnhof Teltowkanal herausgebildet. Gleichfalls im ehemaligen Oberland am Südrand des Tempelhofer Feldes entstanden in den 1930er Jahren an der Oberlandstraße Fabriken und Filmstudios mit heute zum Teil denkmalgeschützten Gebäuden. Hier gibt es verschiedene Industriezweige, die u. a. Kühlschränke, Nachrichtengeräte, Rasierklingen, Eisenkonstruktionen und Schokolade produzieren. Ebenfalls an der Oberlandstraße liegt die als Gartendenkmal geschützte Bärensiedlung aus der gleichen Bauperiode mit knapp 900 Wohnungen.

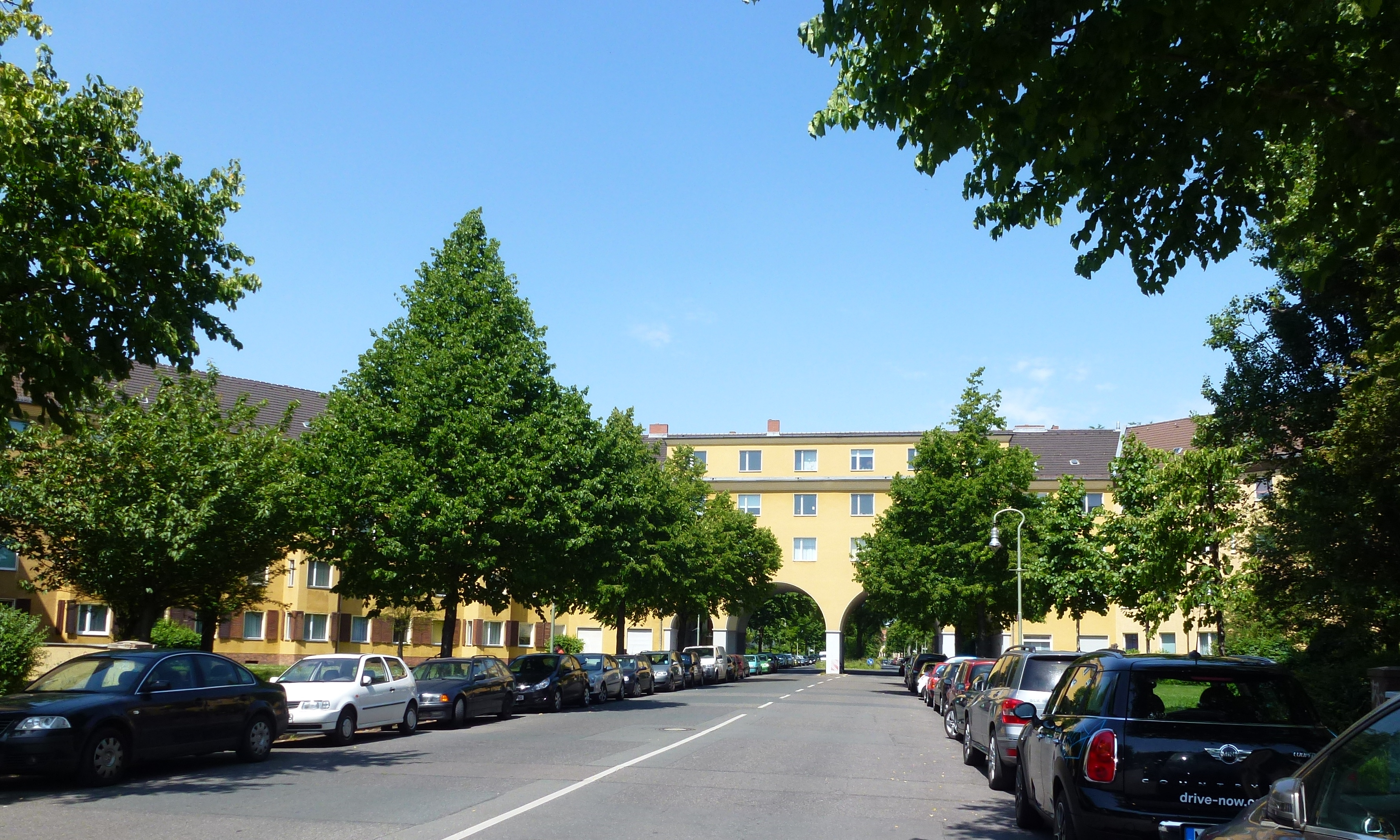
Manfred-von-Richthofen-Straße

An der Grenze zu Schöneberg gehört die östliche Bebauung des als Gartendenkmal geschützten Alboinplatzes, die Siedlung Blanke Helle in der sogenannten „Tempelhofer Schweiz“, zu Tempelhof. Der Platz selbst und seine westlichen Bereiche bis zur Siedlung Lindenhof lagen ebenfalls lange auf der Gemarkung Tempelhof, sind heute jedoch im Nachbarortsteil Schöneberg eingegliedert. Geologisch liegt der Alboinplatz mit seinem See Blanke Helle in einer glazialen Rinne mit mehreren Pfuhlen und als Naturdenkmal geschützten Toteislöchern wie dem Wilhelmsteich am Lehnepark, dem Klarensee im Alten Park und östlich des Tempelhofer Damms dem Krummen Pfuhl im Franckepark. Die Senke ist heute an vielen Stellen überbaut und einige Gewässer wie der ehemalige See im heutigen Bosepark sind nicht mehr vorhanden. Dennoch lässt sich die Senke, die auf einer Karte von 1901 noch weitgehend unverbaut zu erkennen ist, auch heute nachvollziehen, da die Anlage von Friedhöfen und Parks – ähnlich wie bei der Kleinen Grunewaldseenkette – weitgehend der geologischen Formation folgt (siehe ausführlich mit Lagekarte von 1901: Alboinplatz).

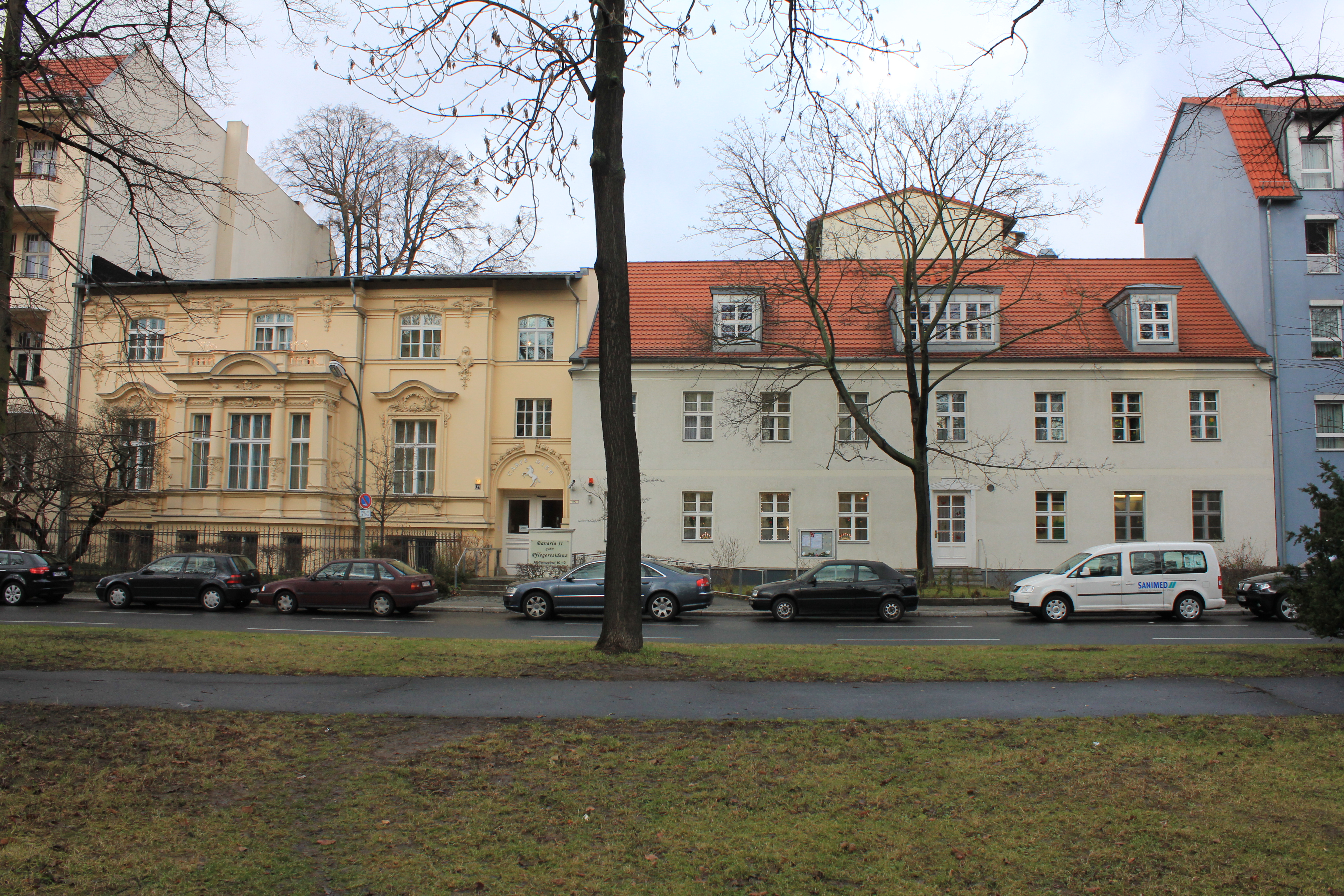
Dörfliche Bebauung am Dorfanger Alt-Tempelhof

Mit Alt-Tempelhof werden die ehemalige Dorfstraße und der dortige U-Bahnhof, aber auch das mit Bauernhäusern bebaute Gebiet des ehemaligen Dorfes einschließlich der abseits liegenden Dorfkirche bezeichnet. Neu-Tempelhof liegt nördlich davon, dazwischen verläuft die Ringbahn. In Nord-Süd-Richtung verläuft der Tempelhofer Damm, der als B 96 sowohl eine der Hauptverkehrsachsen Berlins als auch die Haupteinkaufsstraße in Tempelhof ist.

### Geologie

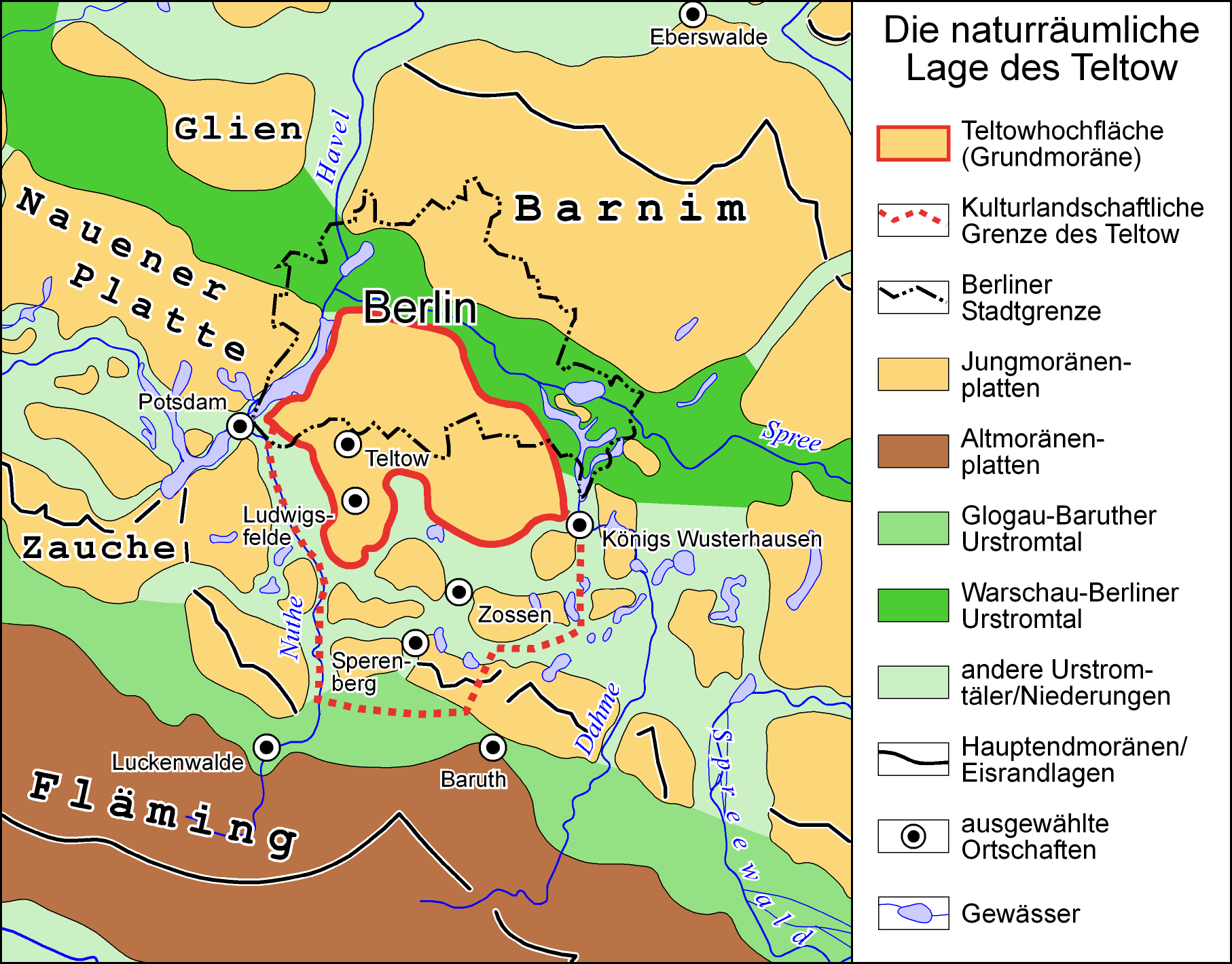
Die naturräumliche Lage des Teltow

#### Naturräumliche Lage
Naturräumlich gehört Tempelhof zur Hochfläche des Teltow südlich des Berlin-Warschauer Urstromtals mit einer mittleren Höhe zwischen 45 und 60 m ü. NHN. Der nordwestliche Teltow (mit dem Schäferberg) ragt darüber deutlich hinaus.

#### Oberflächenformen
Tempelhof als Teil des Teltowplateaus besitzt eine typische Grundmoränenoberfläche. Sie ist flachwellig und recht seenarm.
Sowohl das geschlossene Plateau als auch die umliegenden Urstromtalungen, wie das Berliner Urstromtal, sind von Glazialen Rinnen zerschnitten. Sie bilden heute Seenketten, wie die Grunewaldseenkette, also Nikolassee – Rehwiese – Schlachtensee – Krumme Lanke – Riemeisterfenn – Langes Luch – Grunewaldsee – Hundekehlefenn – Hundekehlesee – Dianasee – Koenigssee – Halensee – Lietzensee – Herthasee – Hubertussee – Fennsee – (ehemaliger) Wilmersdorfer See – Volkspark Wilmersdorf – Rudolph-Wilde-Park. Die Rinnen beleben die sonst nur wenig bewegte Landschaft merklich. Einige kleinere, eher isoliert liegende Stillgewässer, wie der Klarensee, Krumme Pfuhl und Wilhelmsteich, gingen wahrscheinlich aus Toteisblöcken hervor.

#### Böden
Auf den weit verbreiteten Geschiebemergelflächen haben sich Lessivés entwickelt. Sie gelten als fruchtbar. Meistens finden sich Übergangsformen zwischen der Fahlerde und der Braunerde, zum Teil auch Parabraunerden. Stauvernässung in Form von Pseudogleyen kommt nur untergeordnet vor. Auf den Schmelzwassersandflächen bildeten sich eher nährstoffarme Braunerden. Je nach Zusammensetzung des Sandes können die Braunerden entweder schwach lessiviert oder schwach podsoliert sein.
Die feuchten Niederungen und tief gelegenen Urstromtalungen werden von Gleyen und Niedermooren dominiert. Die Moore zeigen deutliche Vererdungserscheinungen als Folge der Entwässerung.
Große Verbreitung besitzen die anthropogenen (vom Menschen erzeugte) Böden und Stadtböden. Man kann sie als junge Rohböden ansprechen. Es überwiegen Lockersyroseme und Pararendzinen. Vereinzelt finden sich auch Hortisole (Gartenböden), Regosole und Kolluvisole.

## Geschichte

### Gründung, Gestalt und ursprünglicher Name des Dorfes

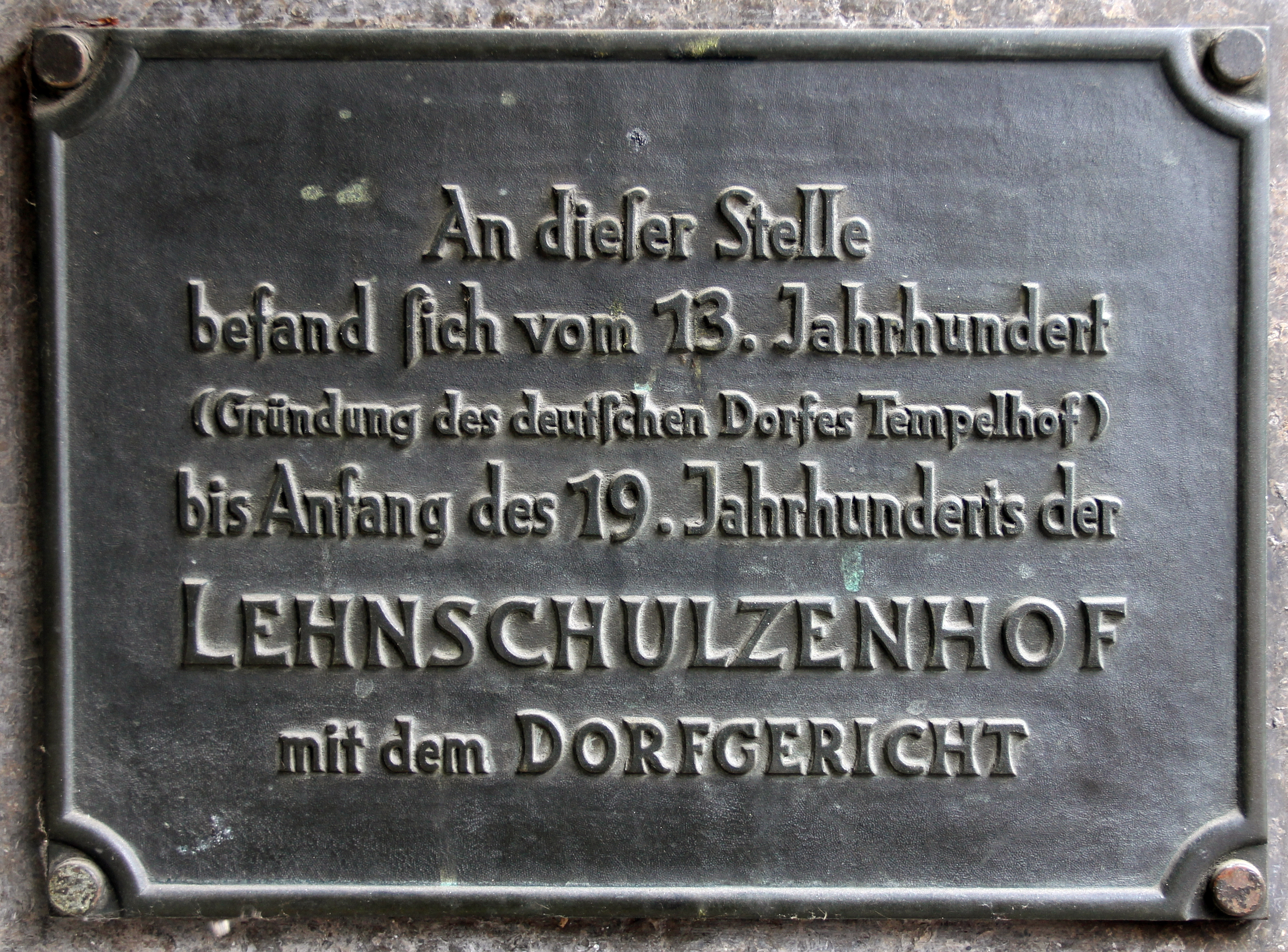
Gedenktafel am Haus, Alt-Tempelhof 21

Der Name Tempelhof geht auf den Templerorden (christliche Ordensritter) zurück, der hier die wehrhafte Komturei Tempelhof errichtete, wohl spätestens um 1200, zu dem neben dem Dorf Tempelhof auch Siedlungen in Marienfelde, Mariendorf und Rixdorf gehörten. Zweifelsohne sollten sie einen Sperrriegel quer über den Teltow errichten; wer ihre Ansiedlung veranlasste (Askanier, Wettiner, die Erzbischöfe von Magdeburg oder die Herzöge von Schlesien) ist bis zum heutigen Tage in der Forschung umstritten.

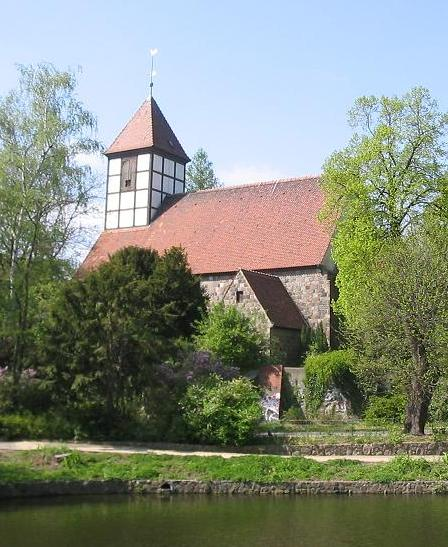
Dorfkirche Tempelhof

Tempelhof um 1834 (Karte gesüdet)

Im Rahmen des Landesausbaus der sogenannten „Ostsiedlung“ wurde auf dem mittleren Hohen Teltow wohl um 1200, spätestens 1210 „aus wilder Wurzel“ ein Straßenangerdorf gegründet. Es ist noch in der heutigen Randbebauung der Straße Alt-Tempelhof zwischen Neuer Straße und Fuhrmannstraße gut zu erkennen.
Unter der heutigen Dorfkirche Tempelhof, der ehemaligen Kirche des Komturhofs, wurde archäologisch ein Vorgängerbau entdeckt, der vom Ausgräber in die Zeit um 1200 datiert wurde. Die Kirche hat von Anfang an abseits gelegen, in markanter Höhenlage zwischen ursprünglich vier Seen. Nur noch zwei von ihnen sind heute im Alten Park und im Lehnepark vorhanden; der unter dem Reinhardtplatz gelegene Teich wurde zugunsten einer Marktfläche zu- und aufgeschüttet.

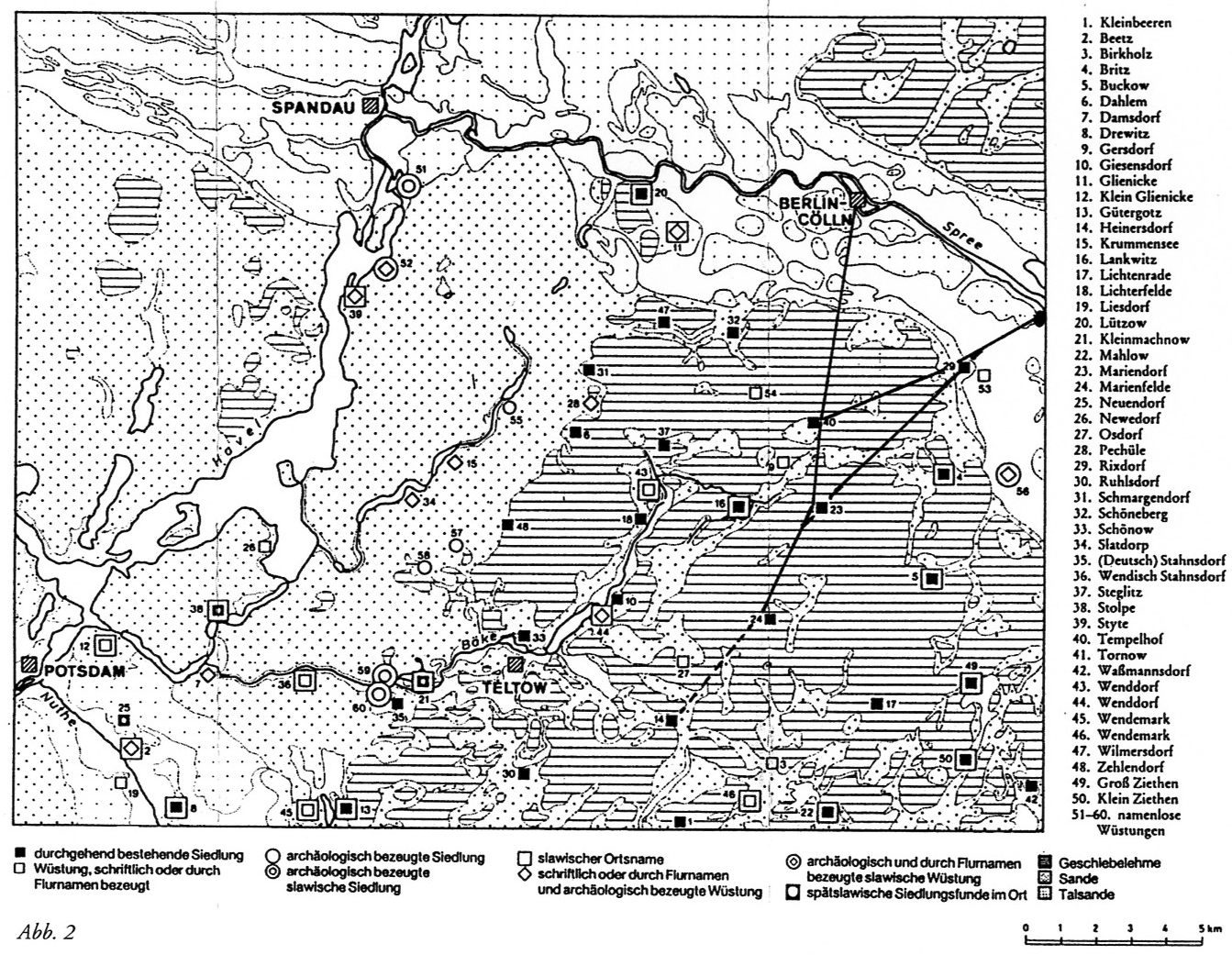
Lage der Siedlungen auf dem Hohen Teltow

Es ist unklar, ob zunächst der Komturhof oder das Dorf oder beide gleichzeitig entstanden. Dies hängt auch mit der Unklarheit zusammen, was der ursprüngliche Name des Dorfs war. Als „Hof“ wurde im Mittelalter ein befestigter Platz bezeichnet, sodass er also ebenso wenig wie das „Haus“ im späteren Richardsdorf/Rixdorf ein Dorf bezeichnet haben kann. Auffällig sind eine Fülle von Ortsnamensübertragungen aus dem Teltow auf den Barnim und in die angrenzende Uckermark: Blankenfelde, Britz, Buckow, Grunewald, Heinersdorf, Lichterfelde, Ruhlsdorf, Schmargendorf, Schöneberg, Schönow, Stegelitz, Wilmersdorf, Zehlendorf sowie Groß- und Kleinziethen. Mitten unter ihnen befindet sich auch Tempelfelde (zwischen Bernau und Eberswalde), für das es kein Gegenstück auf dem Teltow gibt. Es wird daher mit großer Wahrscheinlichkeit angenommen, dass dies der ursprüngliche Name des Dorfes war, das dann später stärker mit dem „Templer Hof“ identifiziert wurde, sodass es dessen Name übernahm.

### Erste urkundliche Erwähnungen

#### Überblick
Die Dörfer Tempelhof, Mariendorf, Marienfelde und Rixdorf wurden von den Tempelrittern gegründet, was sich allerdings nur aus Rückschlüssen ergibt. Entsprechende Urkunden gibt es nicht. Bekanntermaßen hob Papst Clemens V. den Templerorden 1312 auf und übertrug dessen Besitz dem Johanniterorden. Offenbar leisteten die Tempelhofer Ritter zunächst Widerstand und waren daher zunächst einem Prokurator des Markgrafen Waldemar unterstellt worden; erst 1318 wurde die Übergabe an die Johanniter rechtlich vollzogen. Für 1344 wird erstmals ein johannitischer Komtur mit ausdrücklichem Bezug auf Tempelhof genannt: Burchard von Arenholz als „commendator in Tempelhoff“.

#### Magister Hermannus de Templo (1247)
Im Kloster Walkenried wurde 1247 eine Urkunde ausgestellt, mit der der Bischof von Brandenburg diesem Kloster den Zehnten von 100 Hufen in der Uckermark überträgt. Unter den Zeugen befand sich ein „magister Hermannus de Templo“, doch beweist diese Urkunde lediglich, dass es damals einen Mann namens „Hermann von Templo“ gegeben hat, dessen Magistergrad ihm besondere Glaubwürdigkeit gab.
Der Namenszusatz templarius ‚Templer‘, ‚Tempelritter‘ oder de Templo ‚vom Tempel‘, ‚vom Templer-Orden‘ kennzeichnet üblicherweise einen Angehörigen des Templerordens. Ebenso ist es nicht unüblich, dass mit magister ein Komtur bezeichnet wird.
Die übrigen Urkundszeugen sind die Äbte der Klöster Zinna und Lehnin, der bekannte Propst Symeon de colonia (Simeon aus Kölln), Pfarrer Heinrich von Oderberg, Johannes von Werneuchen und mehrere Geistliche des Klosters Walkenried. In der Bestätigungsurkunde des Domstifts Brandenburg vom gleichen Tage treten zusätzlich noch zwei Bürgermeister (Schulzen) als Urkundszeugen auf: Werner von Stettin und Marsilius von Berlin. Ein Komtur der Tempelritter (magister de Templo) im Kreise von Urkundszeugen, die vor allem aus der Mittelmark kommen, passt am besten zum Komturhof auf dem Teltow.

#### Ritter Jacobus von Nybede (1290)
Im Jahr 1290 wird Tempelhof als Ort erwähnt, aber ebenfalls eher mittelbar: Der Ritter Jacob von Nybede schenkt der Franziskaner-Klosterkirche in Berlin eine Ziegelscheune (für ihr Baumaterial), die „zwischen Tempelhof und Berlin“ liegt, nämlich wohl am Kreuzberg, worauf archäologische Funde der 1830er Jahre hinweisen. Jacobus ist kein Tempelritter. Er ist möglicherweise Besitzer der Ritterhufen, die später als Hahnehof bekannt werden; der Hof lag auf dem heutigen Eckgrundstück Alt-Tempelhof/Tempelhofer Damm, mit angeblich archäologisch nachgewiesenem Turmfundament.

#### Zusammenfassung
Da das Dorf 1290 Tempelhof genannt wurde und sich 1435 mit seinen Nachbardörfern im Besitz der Johanniter befand, die 1318 allgemein den Templerbesitz in der Mark Brandenburg übernommen haben, geht die Forschung einhellig davon aus, dass dieser Siedlungskomplex eine Gründung der Tempelritter ist. Offenbar hat das Dorf, zumindest der Komturhof, schon 1247 bestanden; das ist jedenfalls die überzeugendste Zuordnung des Magisters Hermann von Templo. Nach der von Papst Clemens V. am 22. März 1312 durch die Bulle Vox in excelso angeordneten Auflösung des Ordens kam der Ort 1318 an den Johanniterorden.
Der Johanniterorden hatte 1344 das Schulzenamt dem Köllner Bürger Johann Ryke (Reiche) überlassen, was zugleich der erste urkundliche Nachweis dafür ist, dass sich Tempelhof im Besitz des Ordens befand.

### 1435–1800
Im Jahr 1435 verkauften die Johanniter Tempelhof, Mariendorf, Marienfelde und Rixdorf an die Stadt Berlin. Die teilte den Besitz in zwei Teile.
Der eine Teil, der sogenannte Komturhof (späterer Tempelhof) kam in den Besitz des Benedix Bergholz (Bendix Birckholz).
Den anderen Teil, den Hanehof, kaufte Jacob Tideke (Jakob Heidicke), der 1440 auch den Tempelhof erwarb und das wieder vereinte Gut 1443 an Andreas Junge verkaufte. Der verkaufte 1456 beide Höfe, die danach häufig die Besitzer wechselten. Ab 1500 befand sich der Tempelhof im Besitz der Familie Behrbaum.
1575 wurden alle Rechte über beide Höfe und das Dorf Tempelhof an Johann von Köppen abgetreten, der 1598 den Tempelhof und bald darauf auch den Hanehof kaufte. Beide Höfe gingen auf seinen Sohn, den Juristen Johann von Köppen jun., über und wurden als Rittergut Tempelhof geführt. 1601 erwarb die Kurfürstin Catharina, Ehefrau des Kurfürsten Joachim Friedrich, das Gut Tempelhof. Nach ihrem Tod verkaufte der Kurfürst 1604 den Besitz an den Magistrat von Cölln, der ihn 1621 an den kurfürstlichen Münzmeister zu Berlin, Libbert Müller (Liborius Müller), verkaufte.
Am 20. Juni 1630 kaufte der Hofrentmeister Christian Weiler, Spross eines reichen brandenburgischen Handelshauses im Berlin des 17. Jahrhunderts, das Gut Tempelhof vom straffällig gewordenen Münzmeister, um es bald darauf an den Grafen Adam von Schwarzenberg zu veräußern. Dessen Erbe, sein Sohn Adolf von Schwarzenberg, verkaufte Tempelhof 1650 an den Kurfürsten Friedrich Wilhelm, der es seine Ehefrau Luise Henriette schenkte. Nach dem Tod der Kurfürstin überließ der Kurfürst das Gut 1669 ihrem Kammerdiener Coulumbel zur Nutzung auf Lebenszeit. 1688 wurde das Gut dem Hofprediger Christian Cochius überlassen, der es aber erst nach dem Tod Coulumbels ab 1793 nutzen konnte. Nach seinem Tod verkaufte die Witwe das Gut 1714 an den Geheimen Kriegsrat und Direktor des Generalkommissariats Levin von Scharden (1667–1730). Der vererbte das Gut seinem Sohn Levin Carl von Scharden (1700–1749), dessen Tochter Charlotte und ihr Ehemann Carl Franz von Reinhardt das Gut 1749 übernahmen. Während dieser Zeit wurde das Gut 1760 von Russen und Österreichern fast völlig ausgeplündert. 1796 erwarb Friedrich Heinrich Graf von Podewils den Gutshof.

### Tempelhofer Feld und Flughafen Tempelhof

Berliner beobachten die Landung eines „Rosinenbombers“ auf dem Flughafen Tempelhof, 1948

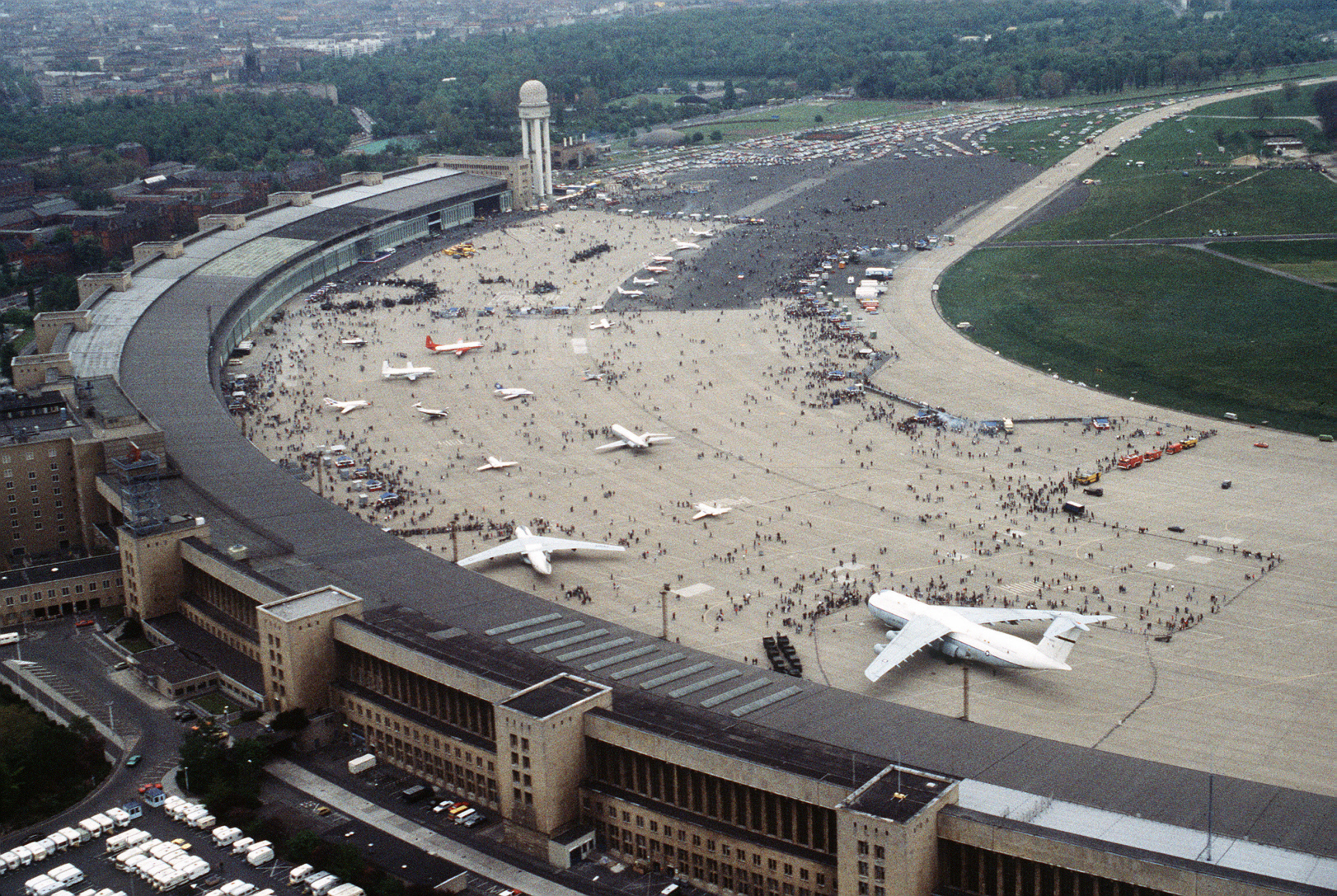
Der Flughafen im Mai 1984
< Fotografie von Henry Ries

Das Tempelhofer Feld, 1351 erstmals erwähnt, wurde 1772 unter Friedrich II. zum preußischen Exerzier- und Paradeplatz. Allerdings wurde das Feld erst 1826/1827 vom Staat gekauft und damit endgültig zum Truppenübungsplatz und Paradefeld.
- Um 1883 scheiterte der Maler Arnold Böcklin auf dem Tempelhofer Feld mit dem Versuch eines motorlosen Flugzeugs.[9][10]
- 1888 wurde auf dem Tempelhofer Feld mit Germania 1888 der erste Fußballverein Deutschlands gegründet.
- 1897 verunglückten der Luftschiffkonstrukteur Friedrich Hermann Wölfert und sein Mechaniker auf dem Tempelhofer Feld mit ihrem benzinbetriebenen Luftschiff. Das erste Starrluftschiff der Welt von David Schwarz stieg ebenfalls 1897 hier auf.
- 1901 begannen die Meteorologen Arthur Berson und Reinhard Süring auf dem Tempelhofer Feld ihre Ballonfahrt mit dem Preussen auf die Weltrekordhöhe von 10,8 Kilometern, was zur Entdeckung der Stratosphäre im Jahr 1902 führte.
- 1909 stellte der amerikanische Flugpionier Orville Wright auf dem Tempelhofer Feld mit seinem Doppeldecker den Weltrekord im Höhenflug mit 172 Metern auf.
- 1910 verkaufte die preußische Militärverwaltung den Westteil des Tempelhofer Feldes für 72 Millionen Mark (inflationsbereinigt in heutiger Währung: rund 509.081.000 Euro) an eine Grundstücksgesellschaft. Dieses Gelände wurde zu Neu-Tempelhof.
- 1927 fand die Landung der amerikanischen Atlantiküberquerer Clarence Chamberlin und Charles Levine statt.
- 1928 überquerten der Tempelhofer Flugpionier Hermann Köhl gemeinsam mit James Fitzmaurice und Freiherrn von Hünefeld den Atlantik von Ost nach West.
- 1931 landete das Luftschiff „Graf Zeppelin“ nach seinem Amerikaflug in Tempelhof.

Ab 1923 wurde der Flughafen Tempelhof angelegt. Während der Berliner Blockade versorgten Amerikaner und Briten über den Flughafen Tempelhof die Stadt mit 1.736.781 Tonnen lebensnotwendigen Gütern. 40 Briten und 31 Amerikaner fanden dabei den Tod. Zu Ehren der Opfer der Blockade wurde 1951 das Luftbrückendenkmal errichtet.
Bis zur Inbetriebnahme des Großflughafens Tegel im Jahr 1975 wurde in Tempelhof der gesamte zivile Luftverkehr von West-Berlin abgewickelt. Danach diente er nur noch den US-amerikanischen Streitkräften, die ihn bis 1993 nutzten. 1985 wurde Tempelhof für den Zivilverkehr mit kleinerem Flugmaterial wiedereröffnet und 2008 endgültig geschlossen. Seit 2010 befindet sich auf dem ehemaligen Flugfeld der Tempelhofer Park.

### Von 1800 bis zur Gegenwart
(Ereignisse ohne Bezug zum Flughafen Tempelhof)

#### 1800–1920
Im frühen 19. Jahrhundert entwickelte sich Tempelhof vom Bauerndorf zum Ausflugsziel der Berliner, die auf dem Land Erholung suchten. Die Gastwirtschaft an der Kreuzung der Dorfstraße mit der Straße nach Mariendorf, ab 1828 von Traugott Kreideweiß betrieben, wurde ein beliebtes Vergnügungs- und Ausflugslokal, auch Bismarck logierte hier mehrfach. Auf dem Grundstück (heute Alt-Tempelhof 17/19 und Tempelhofer Damm 145/147) steht seit 1911 das großstädtische Wohn- und Geschäftshaus „Zum Kurfürst“
Im Jahr 1861 wurde das Tempelhofer Unterland, auch Tempelhofer Vorstadt genannt, in der inzwischen über 5000 Menschen lebten, und der Tempelhofer Berg, der seit 1821 nach dem eisernen Kreuz auf dem Nationaldenkmal für die Befreiungskriege Kreuzberg genannt wurde, nach Berlin eingemeindet. Die südliche Grenze der Tempelhofer Vorstadt war die nördliche Grenze des Tempelhofer Feldes, sodass z. B. die Dorfstraße bzw. Alt-Tempelhof weiterhin beim Kreis Teltow verblieben.
Danach fand Tempelhof Anschluss an die Entwicklung Berlins, vor allem durch die Eröffnung der Ringbahn 1871. Im Jahr 1875 erreichte auch die Pferdebahn den Ort. 1878 bekam Tempelhof Anschluss an die Gasversorgung. Der Gutsbezirk Tempelhof wurde 1879 in die Landgemeinde Tempelhof eingegliedert. 1892 wurde in Tempelhof eine nach dem Dreiklassenwahlrecht gewählte Gemeindevertretung eingeführt, erster hauptamtlicher Gemeindevorsteher wurde Friedrich Mussehl (1855–1912). Das Elektrizitätswerk wurde 1898 in Betrieb genommen. Der 1906 fertiggestellte Teltowkanal trug wesentlich zum wirtschaftlichen Aufschwung Tempelhofs bei.
| 1899  | 1900  | 1901–1906 | 1907   | 1908   | 1909   | 1910   | 1911   | 1912   | 1913   | 1914   | 1915/1916 | 1917   | 1918   | 1919   | 1920   | 1921   |
| 7.439 | 7.450 | 10.000    | 12.000 | 14.000 | 16.000 | 17.000 | 20.000 | 22.500 | 27.500 | 32.000 | 33.000    | 33.826 | 37.495 | 34.385 | 35.477 | 35.990 |

#### Seit 1920
Bei der Bildung von Groß-Berlin im Jahr 1920 wurde aus den Landgemeinden Tempelhof, Mariendorf (ohne Südende), Marienfelde und Lichtenrade der 13. Verwaltungsbezirk gebildet, der bis 2000 bestand.
Zwischen 1933 und 1936 betrieben die Nationalsozialisten das erste deutsche Konzentrationslager im Columbiahaus.
Das Rathaus Tempelhof wurde 1938 eingeweiht.
Im Jahr 1966 wurde die Verlängerung der U-Bahn-Linie 6 bis Alt-Mariendorf durch den damaligen Regierenden Bürgermeister Willy Brandt eröffnet. Im selben Jahr wurde die letzte Straßenbahnlinie Tempelhofs, die Linie 96, eingestellt und durch Busse ersetzt.
Seit 1981 wird Tempelhof von der Berliner Stadtautobahn durchquert.
Am 1. Januar 2001 wurde der Bezirk Tempelhof mit dem ehemaligen Bezirk Schöneberg zum neuen großen Bezirk Tempelhof-Schöneberg zusammengelegt.

## Bevölkerung
| Jahr | Einwohner |
| ---- | --------- |
| 1858 | 005.967 1 |
| 1871 | 001.417 2 |
| 1880 | 03.019    |
| 1890 | 05.248    |
| 1900 | 09.991    |
| 1910 | 20.733    |
| 1919 | 34.026    |
| 1925 | 38.314    |

| Jahr | Einwohner |
| ---- | --------- |
| 1930 | 58.327    |
| 1938 | 70.829    |
| 1946 | 58.259    |
| 1950 | 63.557    |
| 1960 | 71.156    |
| 1970 | 64.149    |
| 1987 | 53.869    |
| 2000 | 54.270    |

| Jahr | Einwohner |
| ---- | --------- |
| 2007 | 54.320    |
| 2010 | 56.174    |
| 2015 | 60.661    |
| 2020 | 61.769    |
| 2021 | 61.335    |
| 2022 | 62.503    |
| 2023 | 63.792    |
| 2024 | 63.580    |

Quellen: 1880–1919 Gross-Berlin: Geographie der Weltstadt, Friedrich Leyden 1933; 1925–1987 Statistisches Jahrbuch von Berlin (jeweilige Jahre); ab 2007 Einwohnerregisterstatistik Berlin Amt für Statistik Berlin-Brandenburg (jeweilige Jahre)

## Sehenswürdigkeiten

### Bauten
- Hochbunker Friedrich-Karl-Straße
- Flughafen Berlin-Tempelhof mit dem Tempelhofer Feld
- Platz der Luftbrücke
- U-Bahnhof Platz der Luftbrücke
- Schwerbelastungskörper
- Rathaus Tempelhof
- Hafen Tempelhof
- UfaFabrik
- Ullsteinhaus
- Marienhöhe mit dem ehemaligen Rauenberg

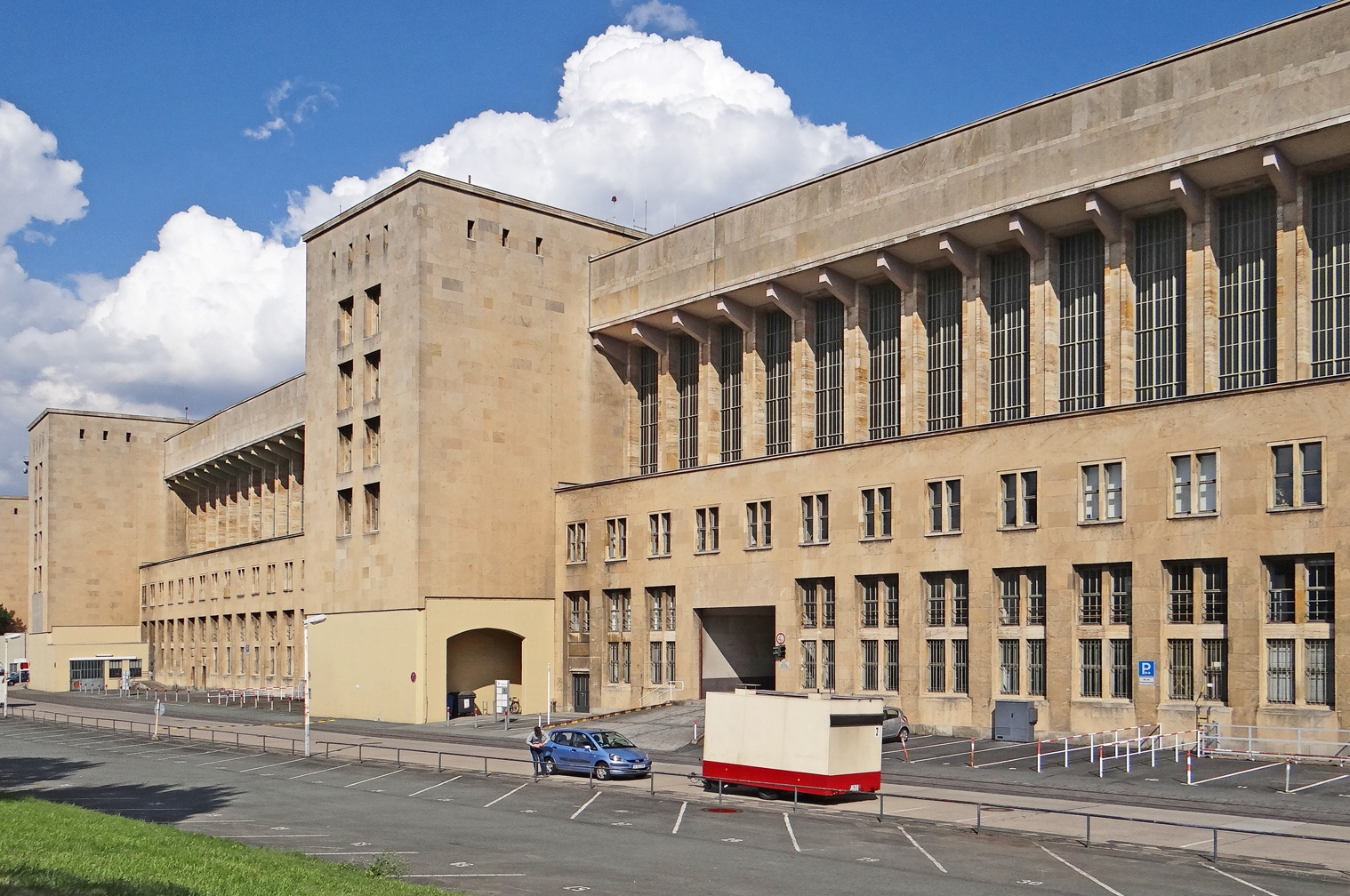
Ehemaliger Flughafen Tempelhof
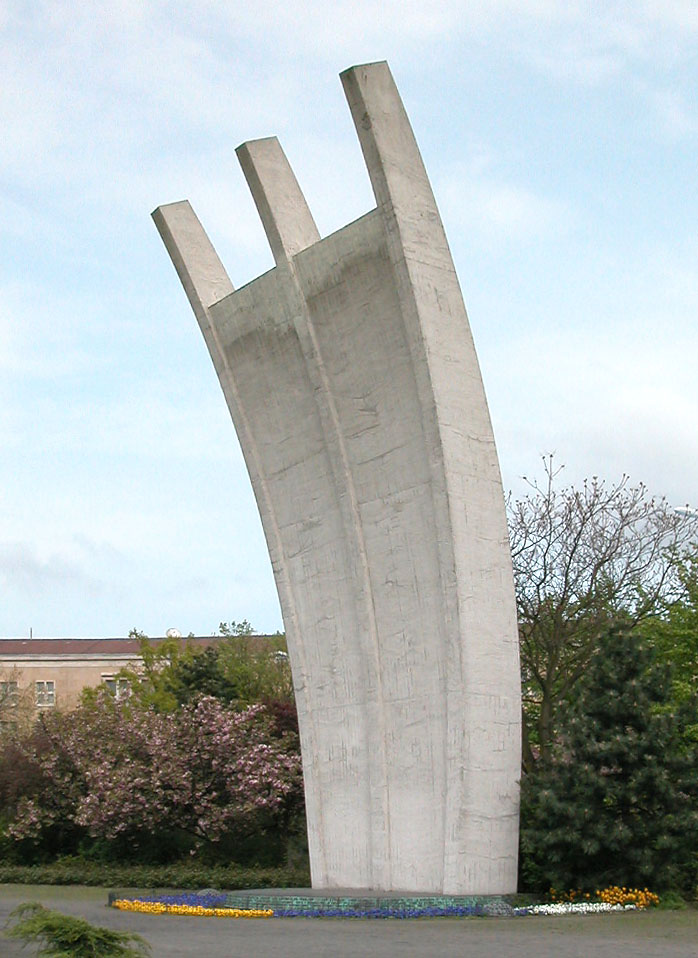
Luftbrückendenkmal am Platz der Luftbrücke
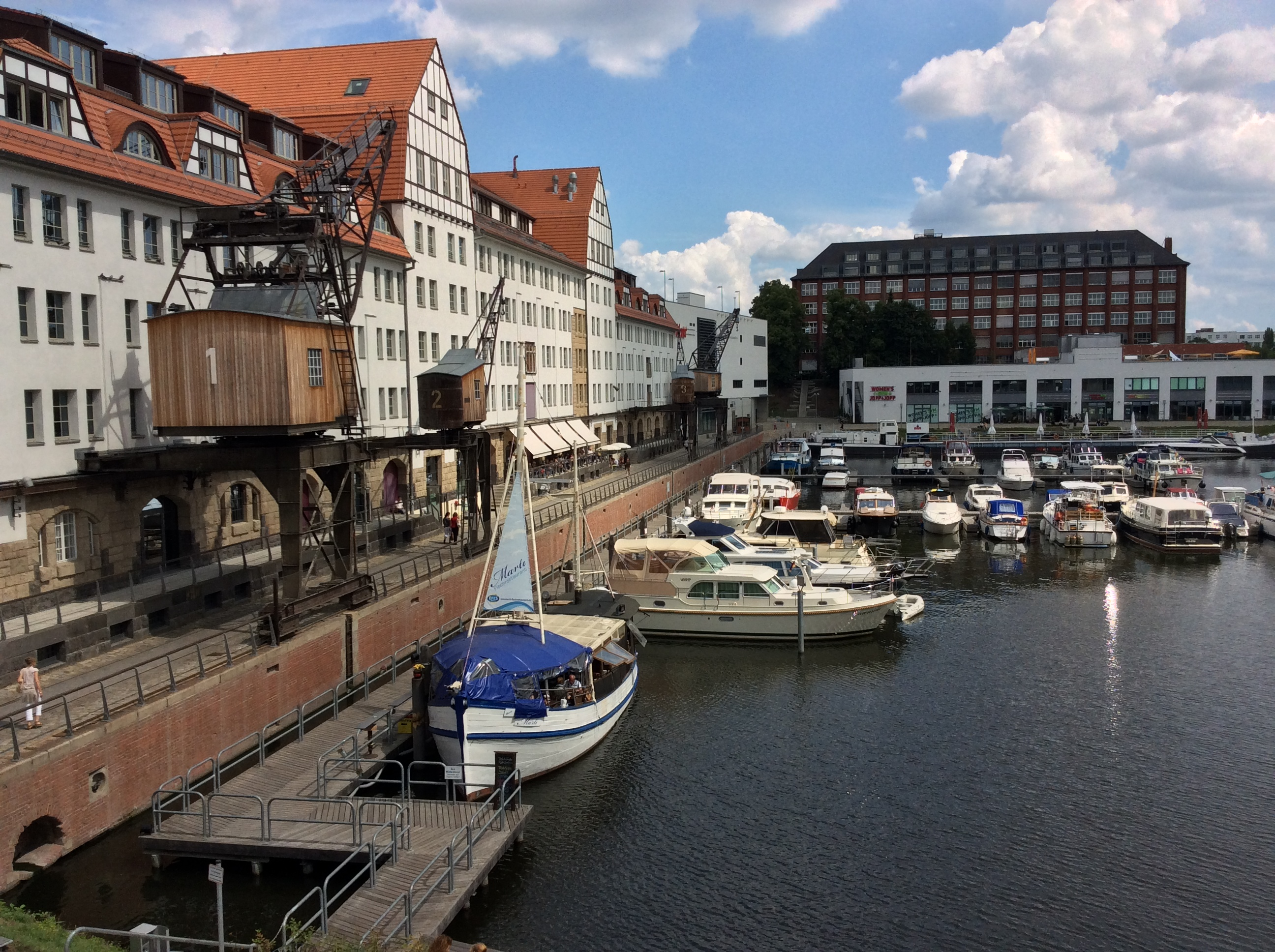
Hafen Tempelhof
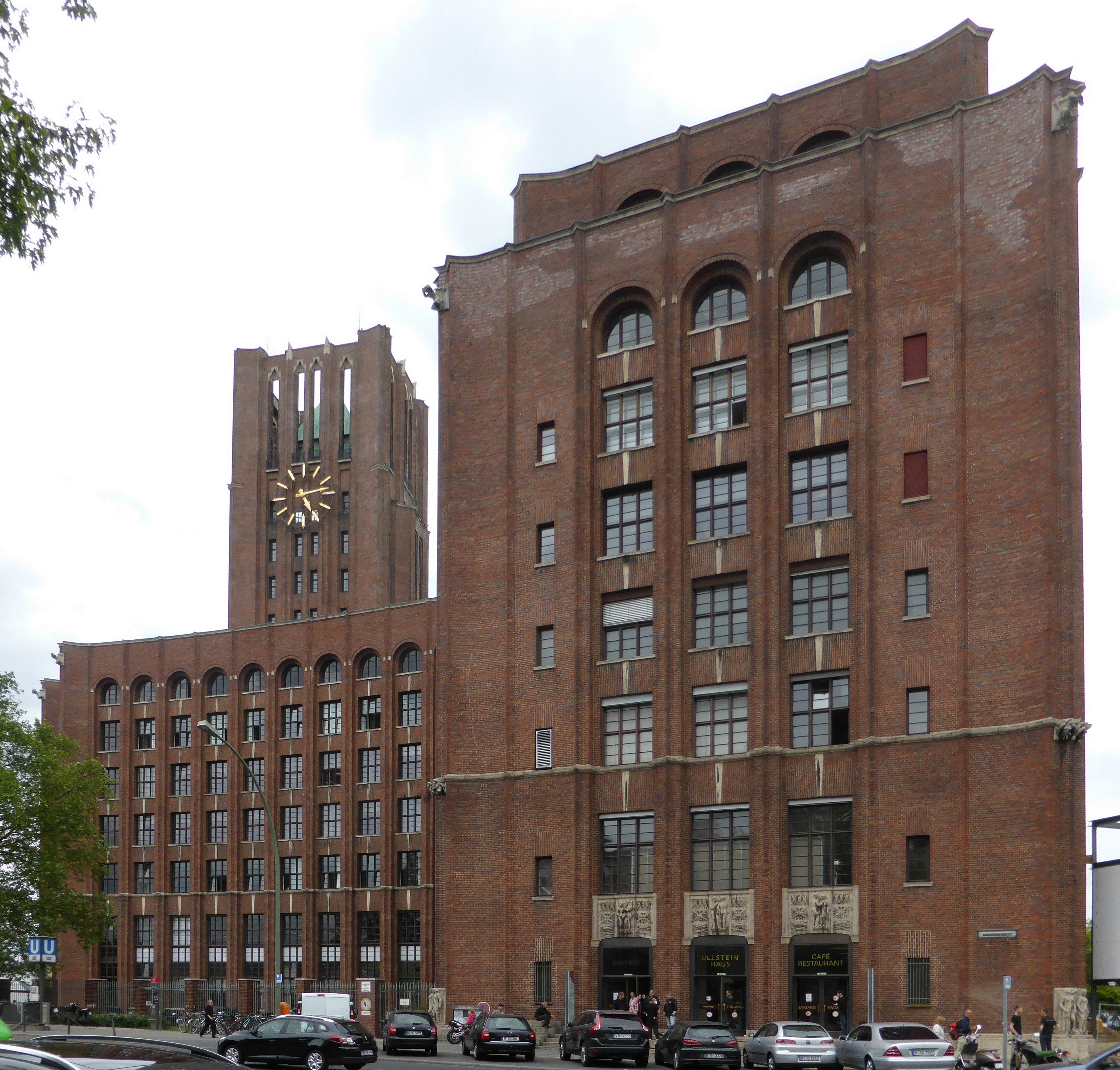
Ullsteinhaus
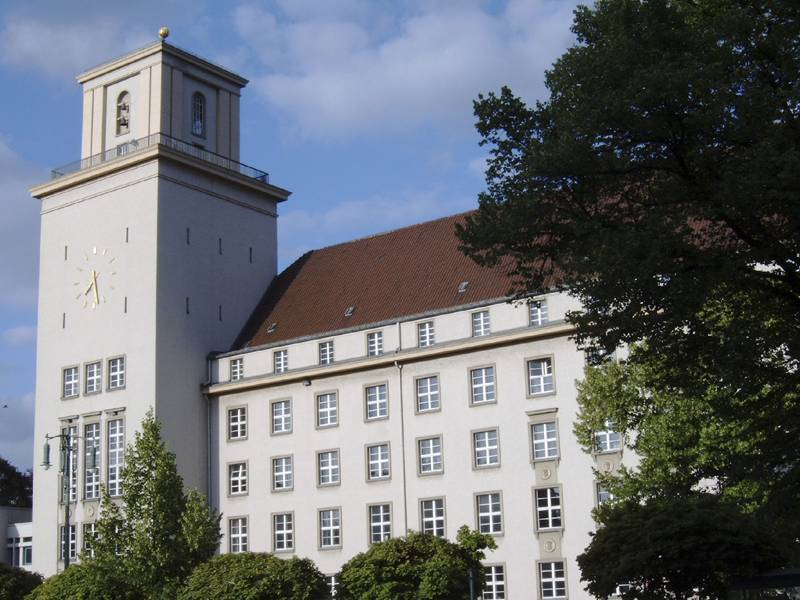
Rathaus Tempelhof am Tempelhofer Damm

Kirchen
- Christi-Auferstehungs-Kirche (serbisch-orthodox)
- Dorfkirche Tempelhof
- Glaubenskirche
- Rundkirche auf dem Tempelhofer Feld
- Herz-Jesu-Kirche
- St. Johannes Capistran (katholisch, 2005 abgerissen)
- St. Judas Thaddäus (katholisch)
- St. Fidelis (katholisch)

### Parks
- Alter Park mit Klarensee
- Lehnepark mit Wilhelmsteich
- Bosepark
- Franckepark mit Krummem Pfuhl

### Friedhöfe
- Friedhof der St.-Matthias-Gemeinde (katholisch)
- Dorfkirchhof Alt-Tempelhof
- Tempelhofer Parkfriedhof (1997 geschlossen)
- Evangelischer Friedhof Lichtenrade, Paplitzer Straße 10–24

### Mahnmale
- Gedenktafeln
  - Gedenktafel zur Berliner Kapitulation am 2. Mai 1945, Schulenburgring 2
  - Gedenktafel KZ Columbiahaus, Columbiadamm 71
  - Gedenktafel SS-Gefängnis Columbiahaus und KZ Columbia, Platz der Luftbrücke 5
  - Gedenktafel SA-Gefängnis Papestraße
  - Gedenktafel Lothar Erdmann, Tempelhofer Parkfriedhof
  - Gedenktafel Eugen Schmohl, Mariendorfer Damm 1–3
  - Gedenktafel für die zerstörte und wiederaufgebaute Kirche St. Fidelis, Röblingstraße 91
  - Gedenktafel für eine Bronzestatue auf dem St.-Matthias-Friedhof, Röblingstraße 91
  - Entdeckungstour Tempelhof

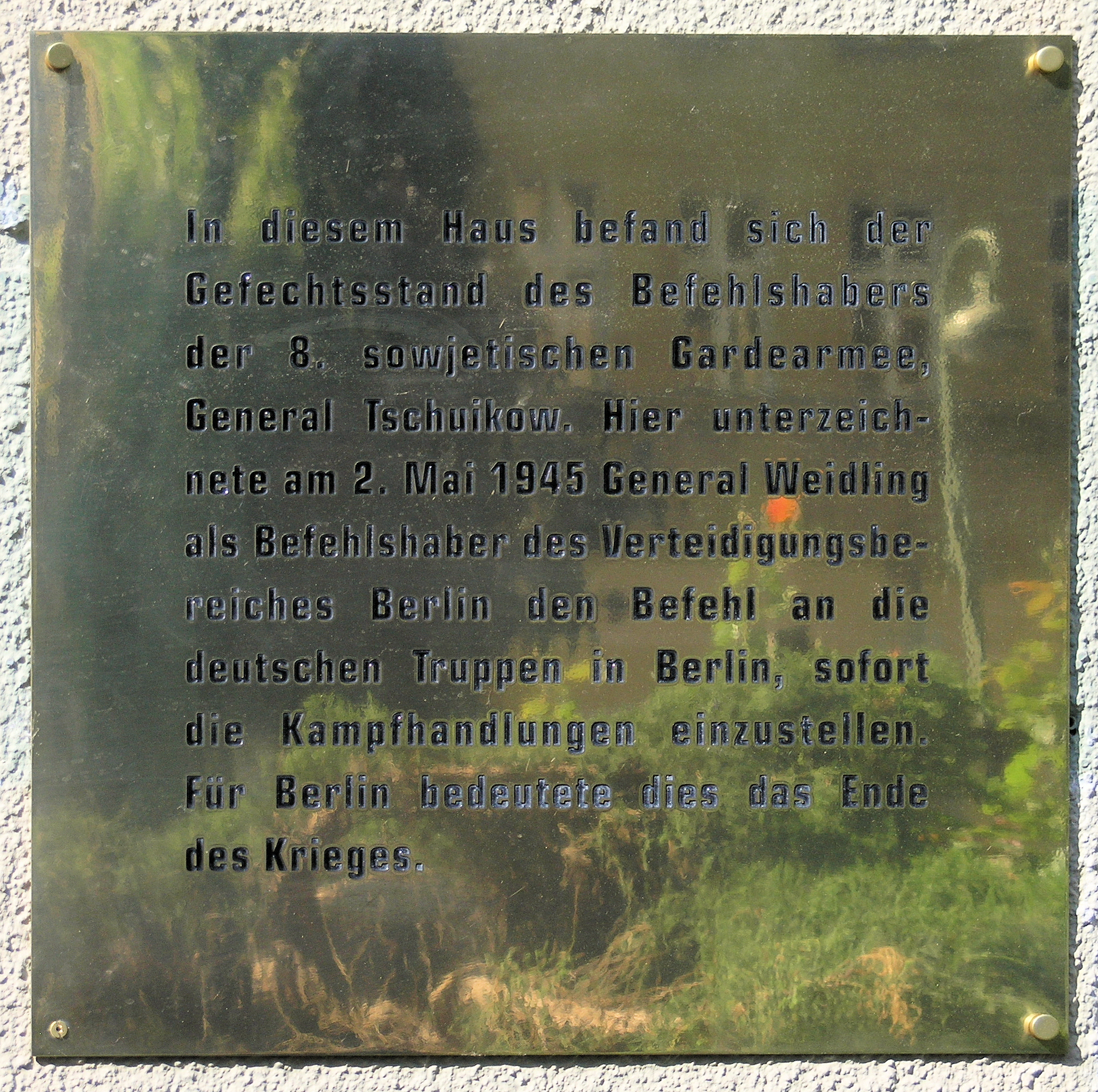
Gedenktafel zur Berliner Kapitulation am 2. Mai 1945
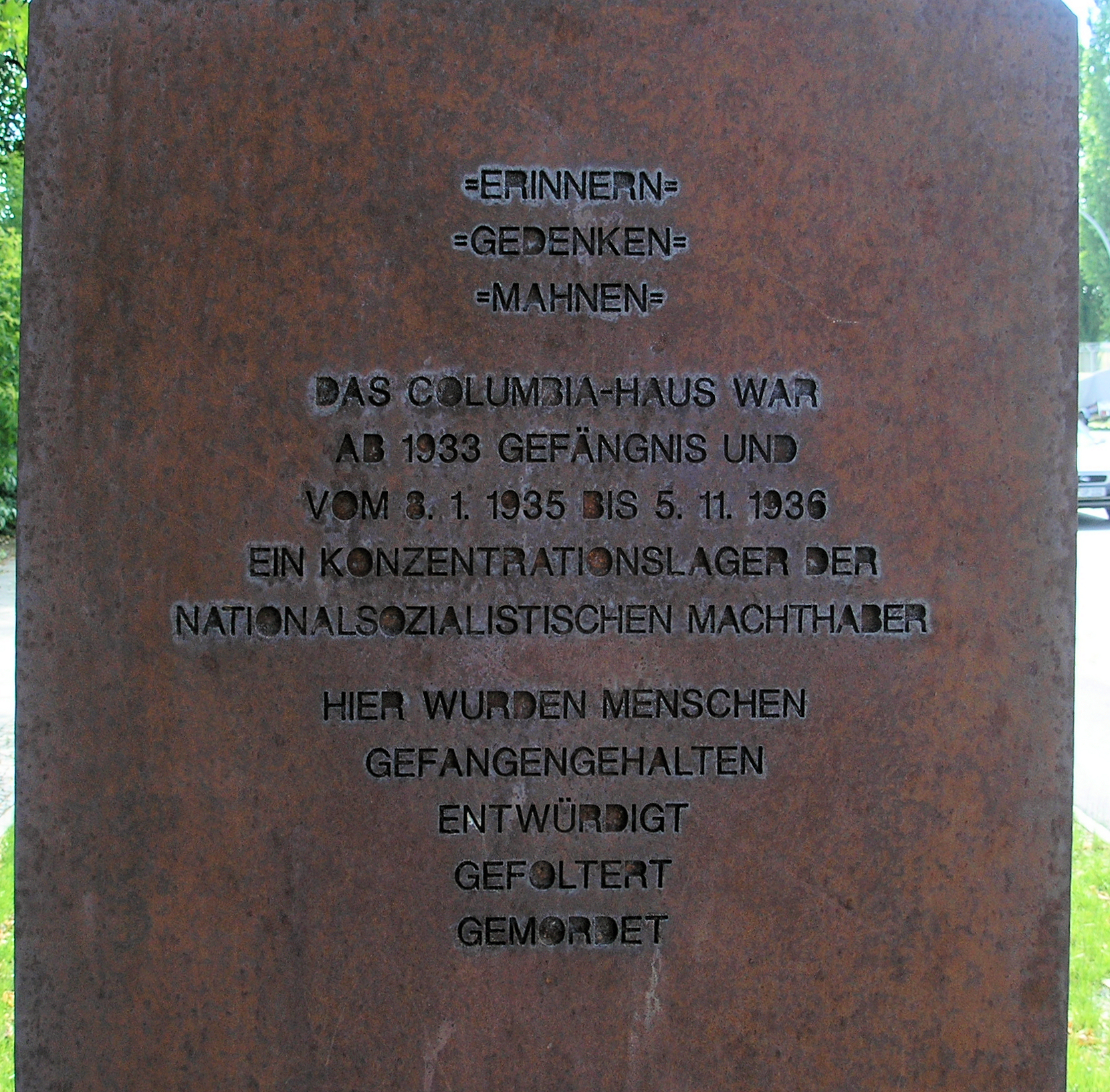
Gedenktafel KZ Columbiahaus
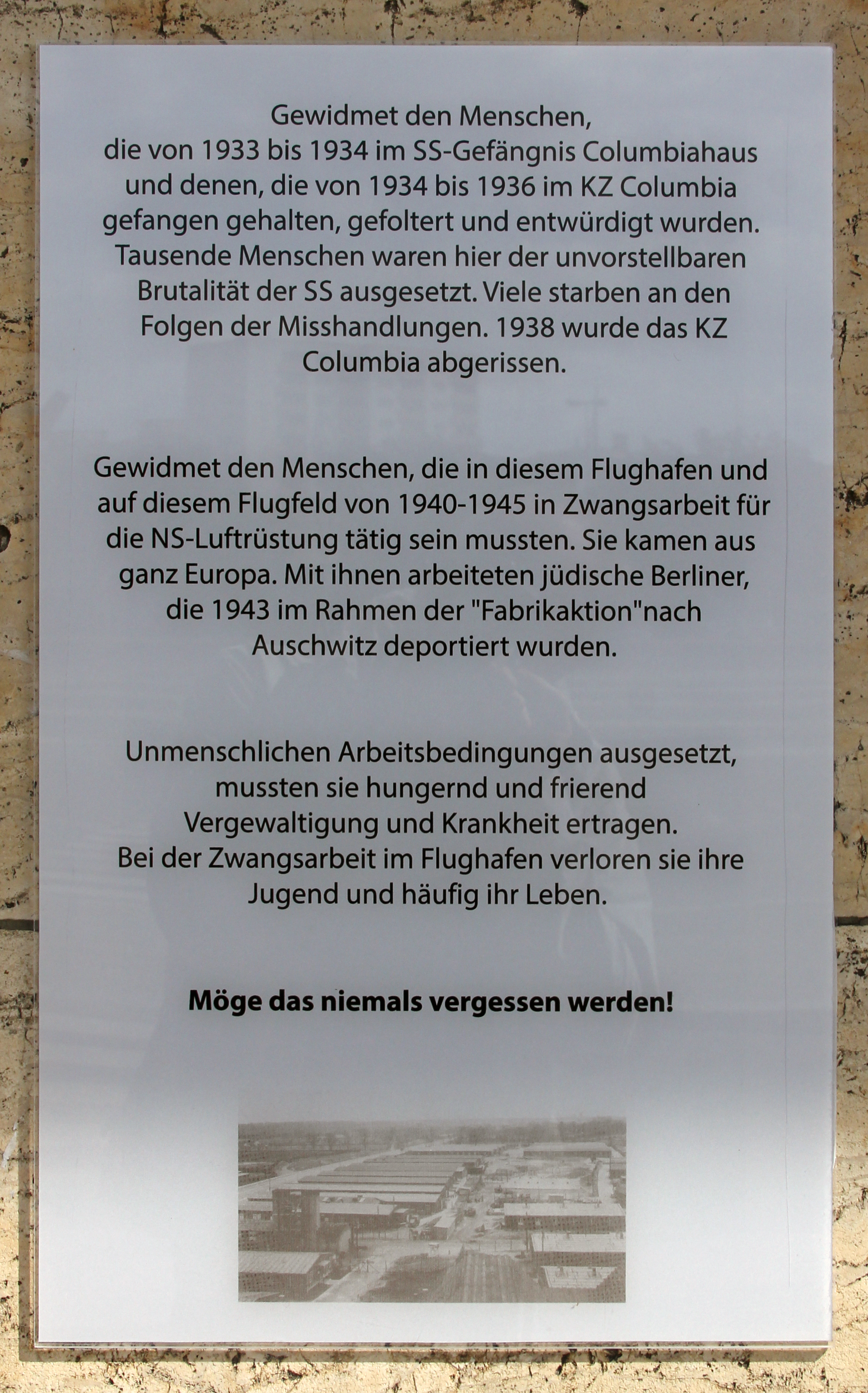
Gedenktafel SS-Gefängnis und KZ Columbiahaus
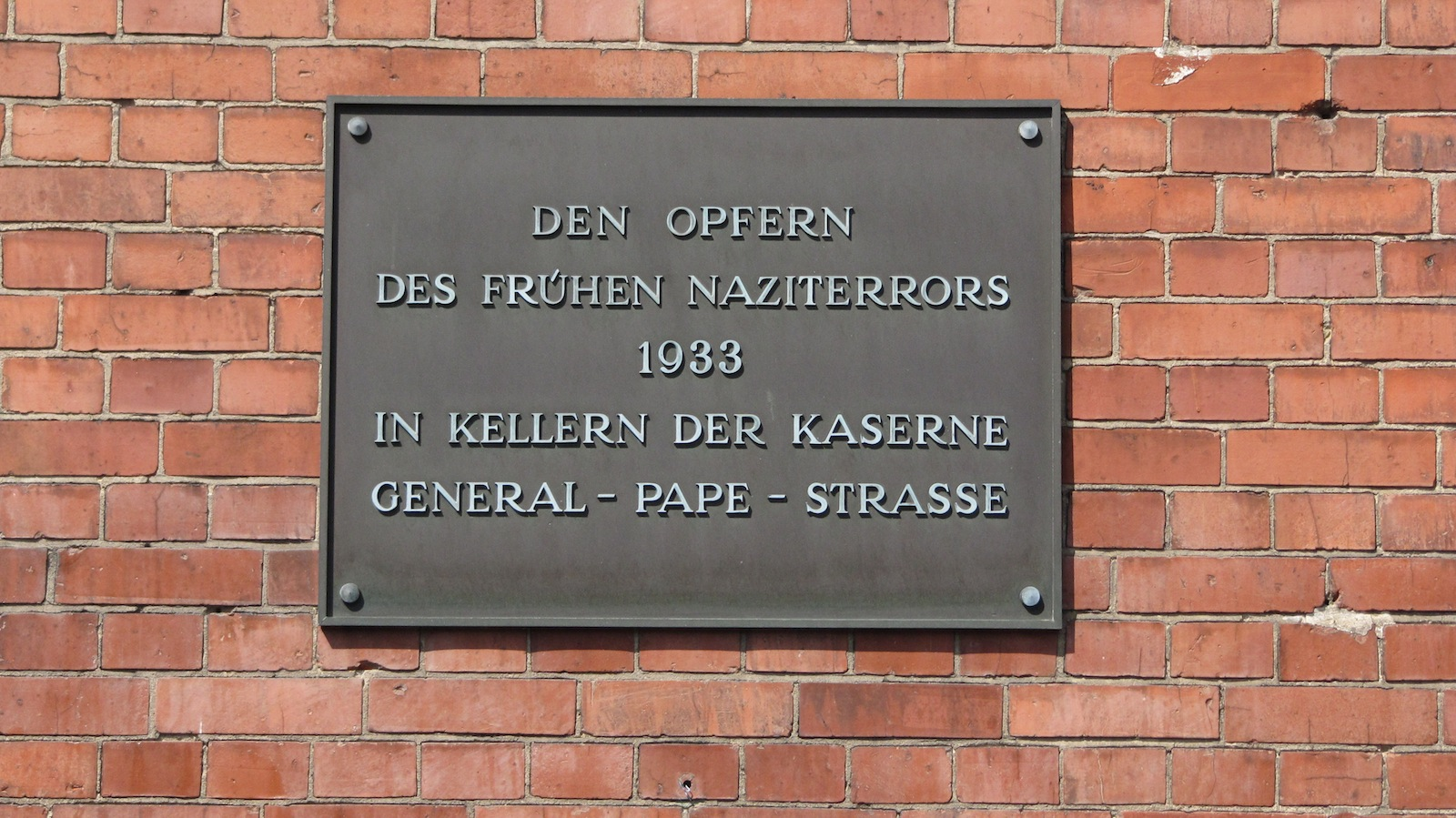
Gedenktafel SA-Gefängnis Kaserne General-Pape-Straße
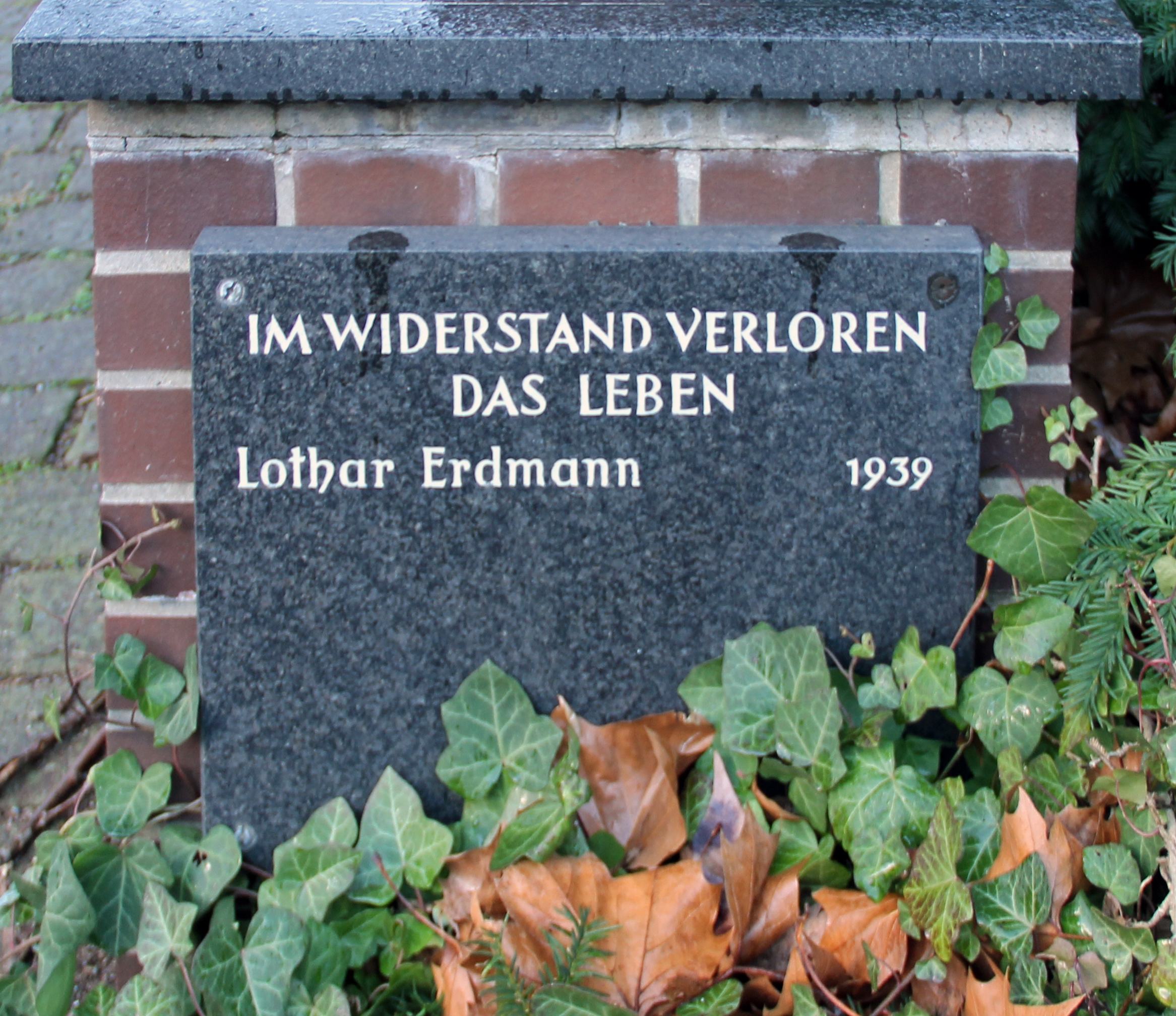
Gedenktafel Lothar Erdmann im Parkfriedhof Tempelhof
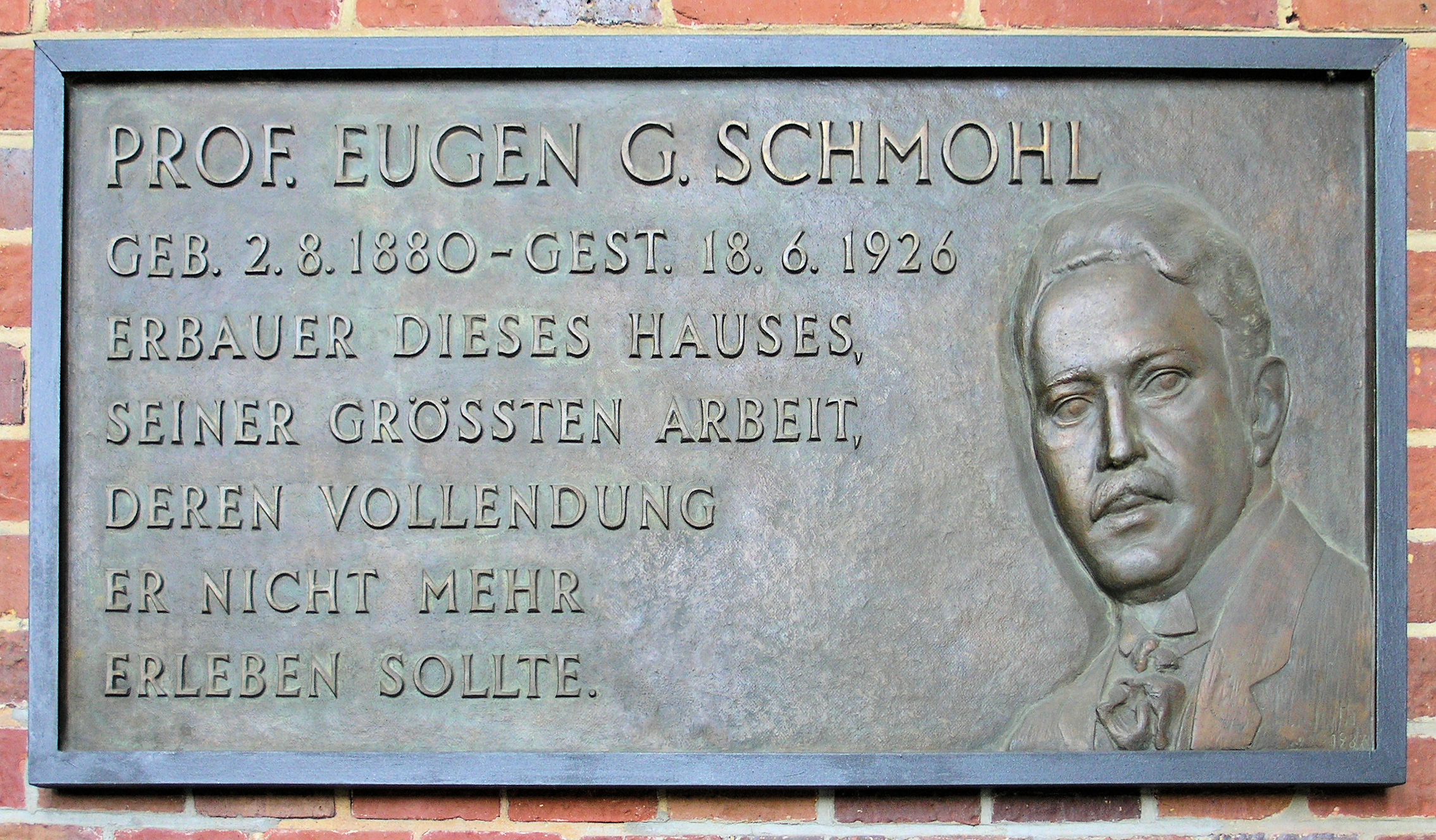
Gedenktafel Eugen Schmohl, Erbauer vom Ullsteinhaus
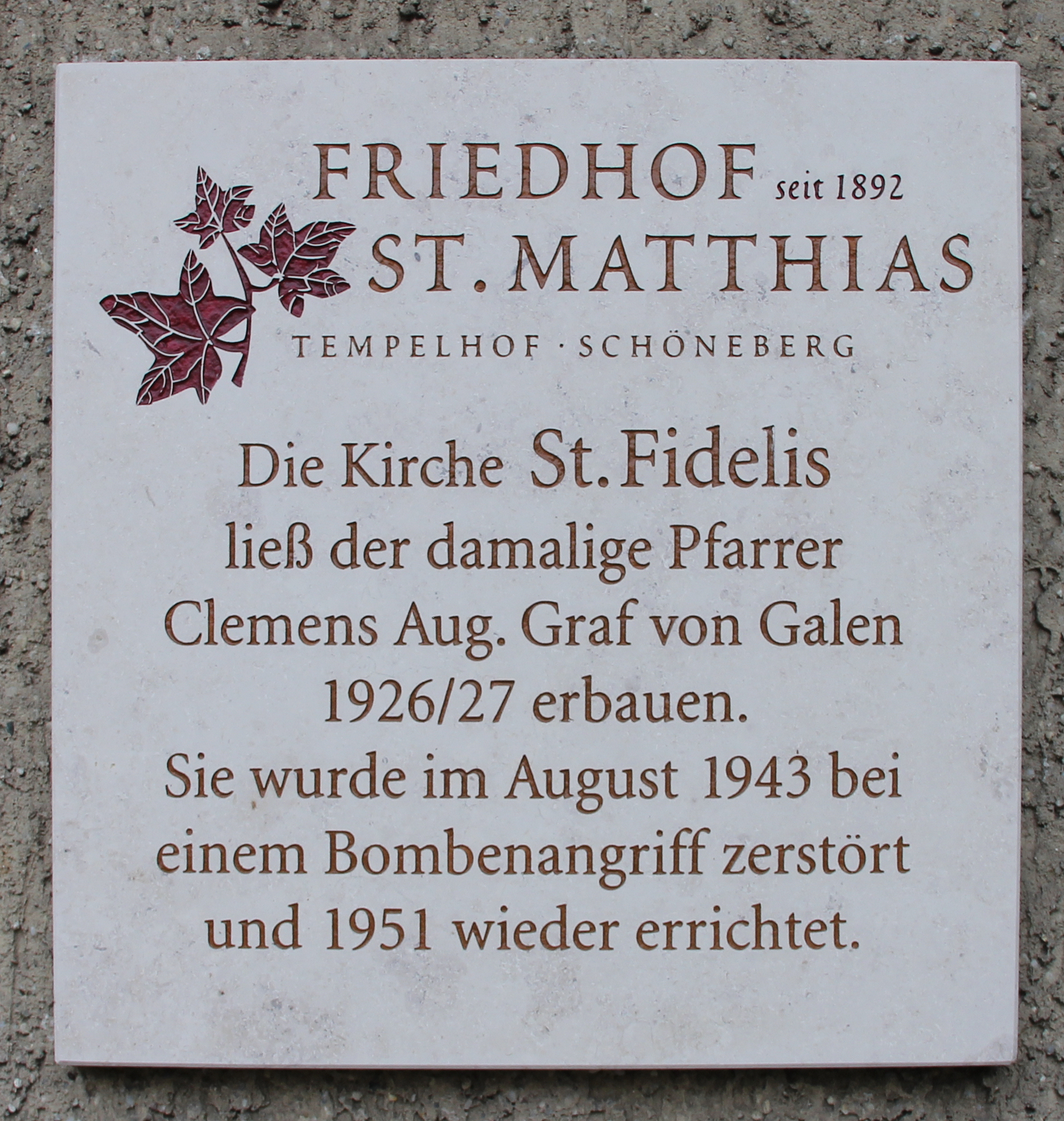
Gedenktafel Kirche St. Fidelis auf dem St.-Matthias-Friedhof
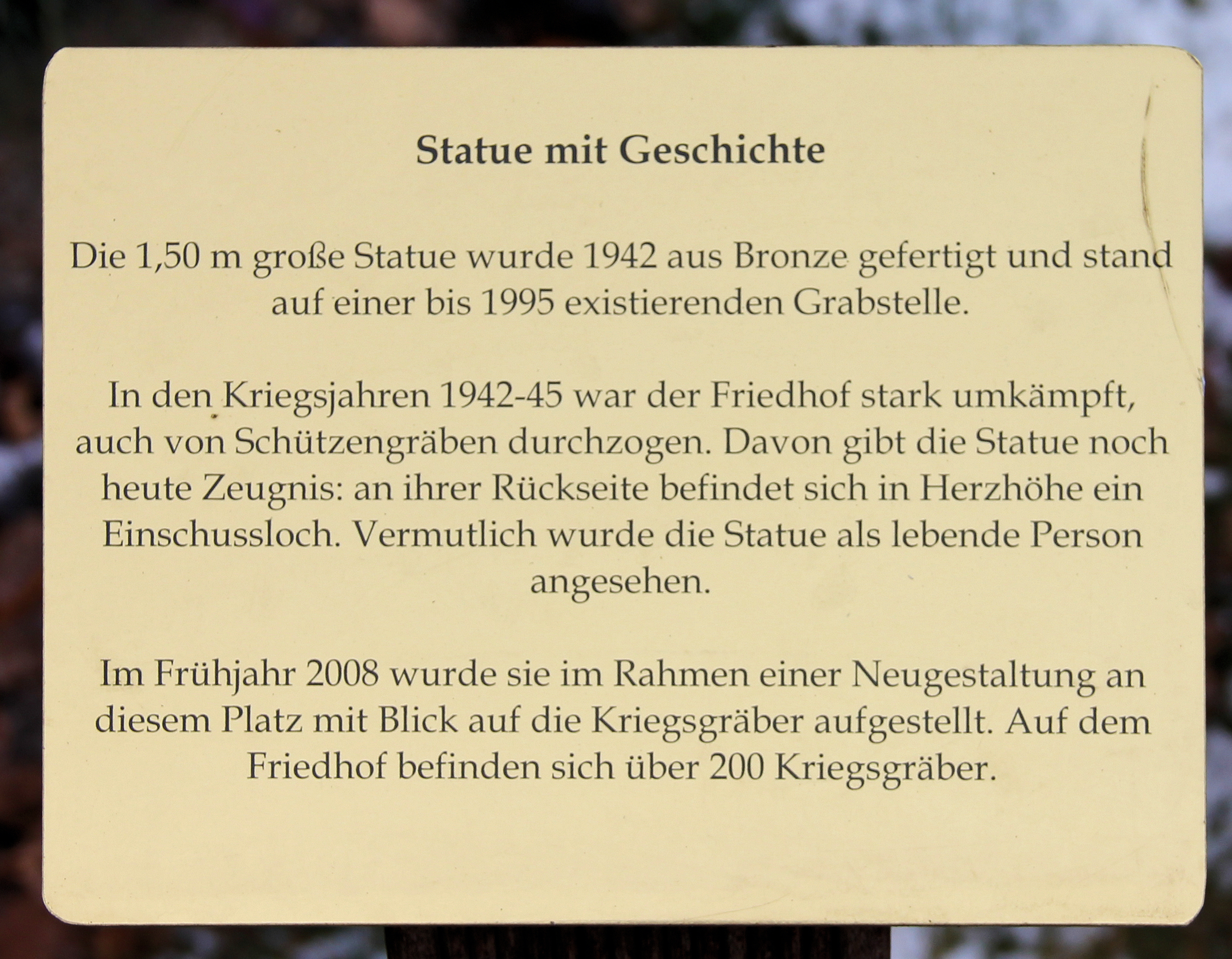
Gedenktafel für Bronzestatue auf dem St.-Matthias-Friedhof

- Berliner Gedenktafeln
  - Ehemalige Synagoge Neu-Tempelhof, Mussehlstraße 22
  - Elisabeth Abegg, Tempelhofer Damm 56
  - Fritz Bräuning, Manfred-von-Richthofen-Straße 77
  - Lothar Erdmann, Adolf-Scheidt-Platz 3

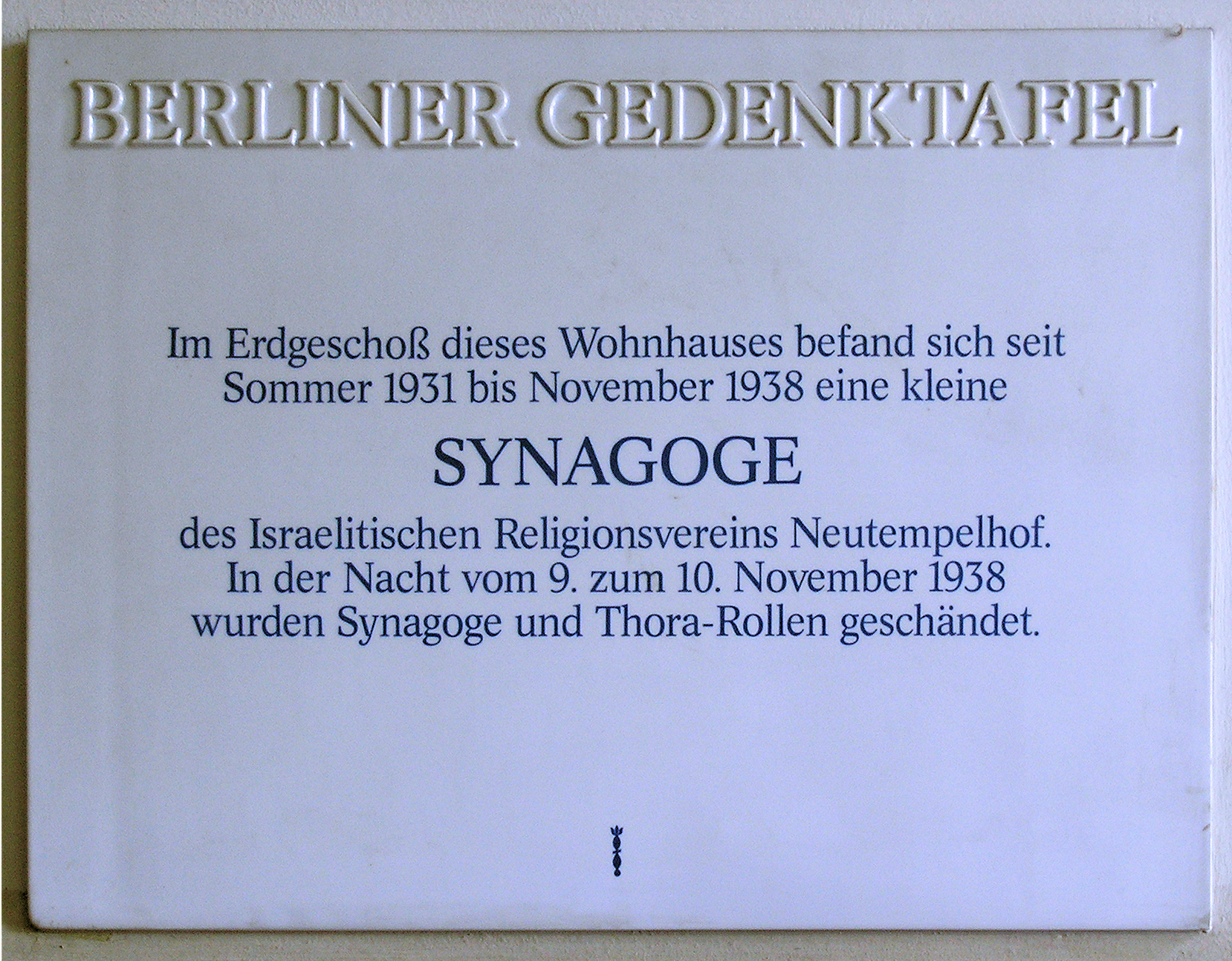
Berliner Gedenktafel ehemalige Synagoge Neu-Tempelhof
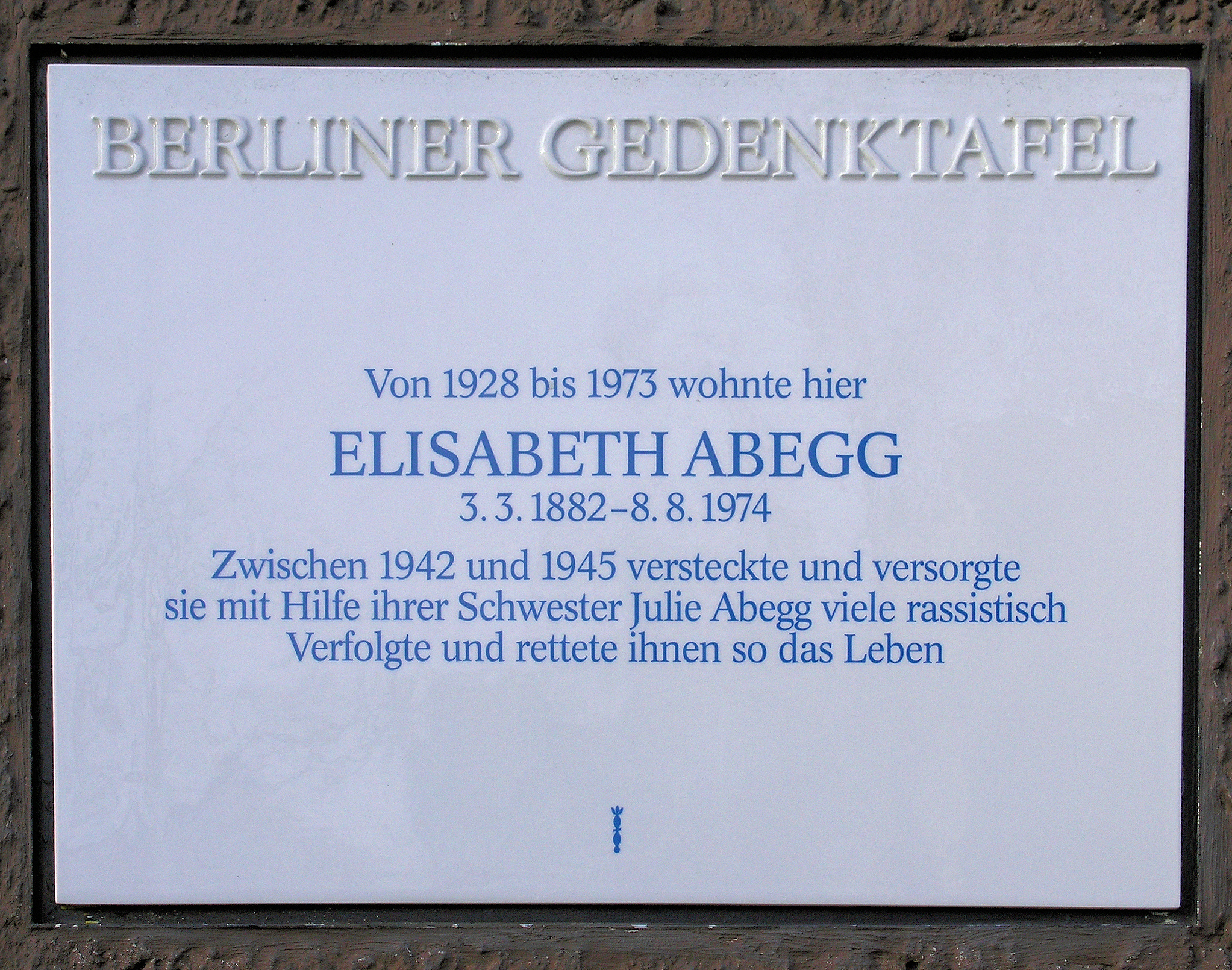
Berliner Gedenktafel für Elisabeth Abegg
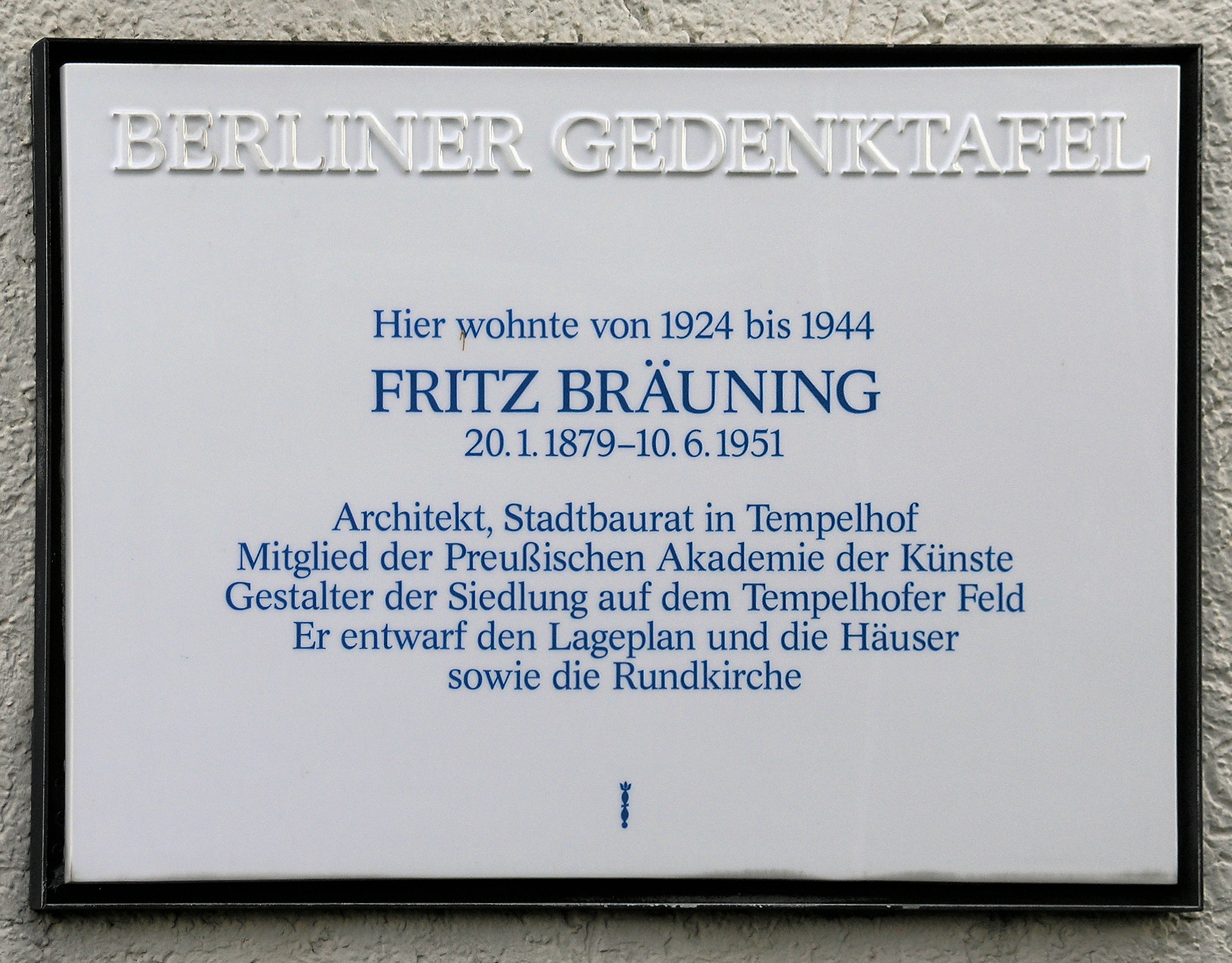
Berliner Gedenktafel für Fritz Bräuning
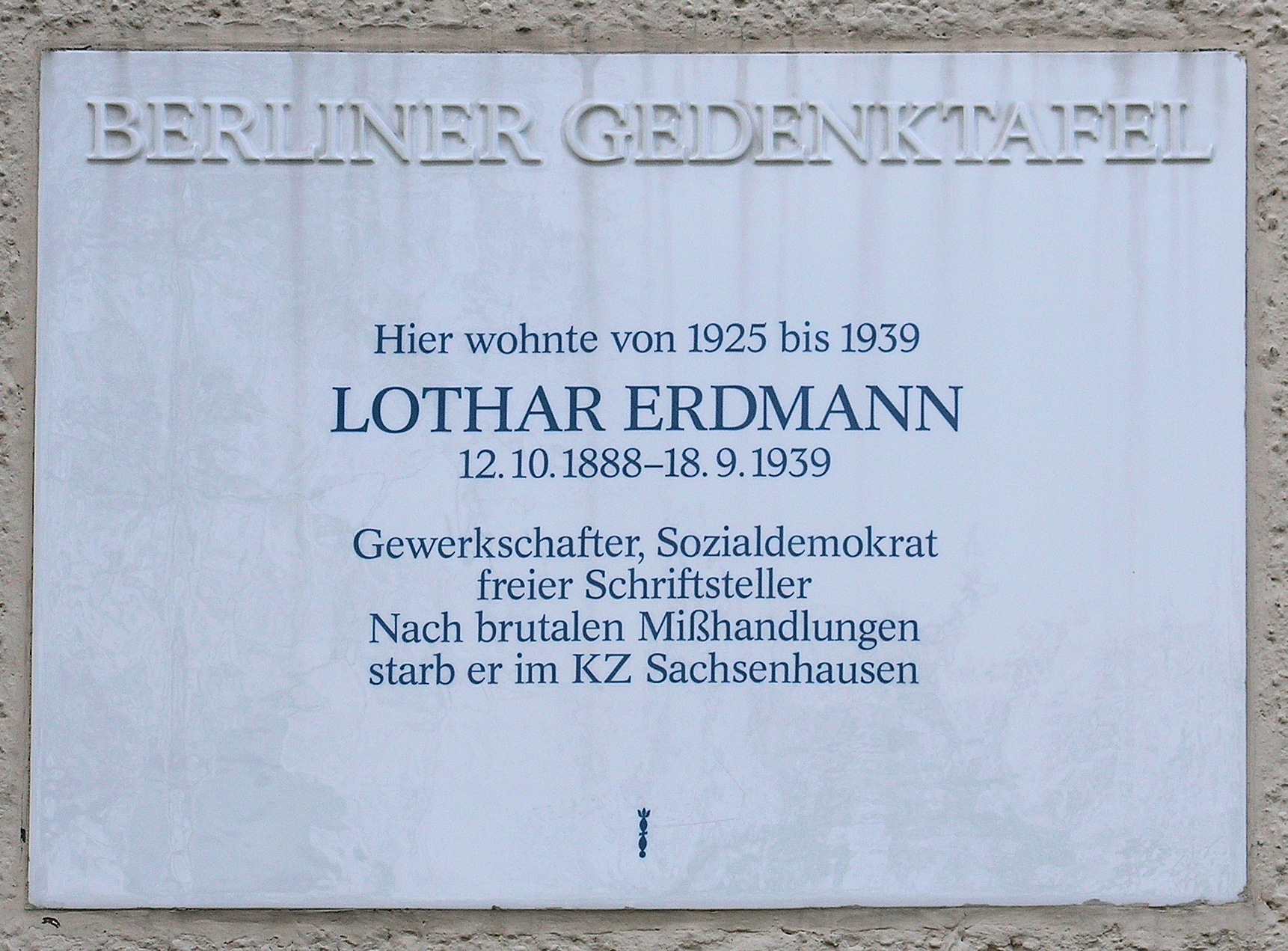
Berliner Gedenktafel für Lothar Erdmann

- Gedenksteine
  - Gedenkstein für die ermordete Hatun Sürücü, Ecke Oberlandstraße/Oberlandgarten
  - Gedenkstein für 47 Berliner bzw. Brandenburger Opfer des Tsunamis vom 26. Dezember 2004 im Indischen Ozean, Alte Dorfkirche

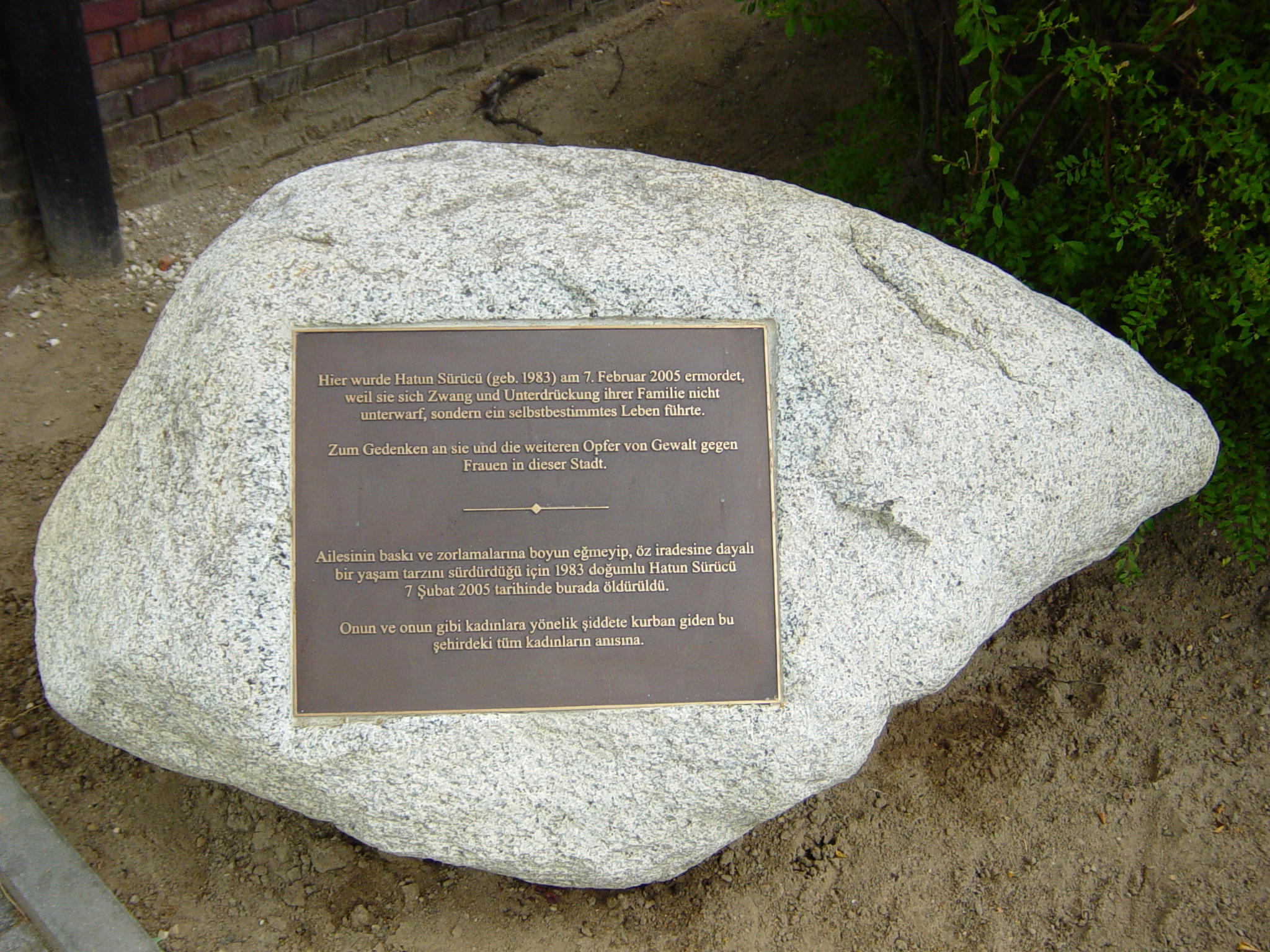
Gedenkstein für die am 7. Februar 2005 ermordete Hatun Sürücü
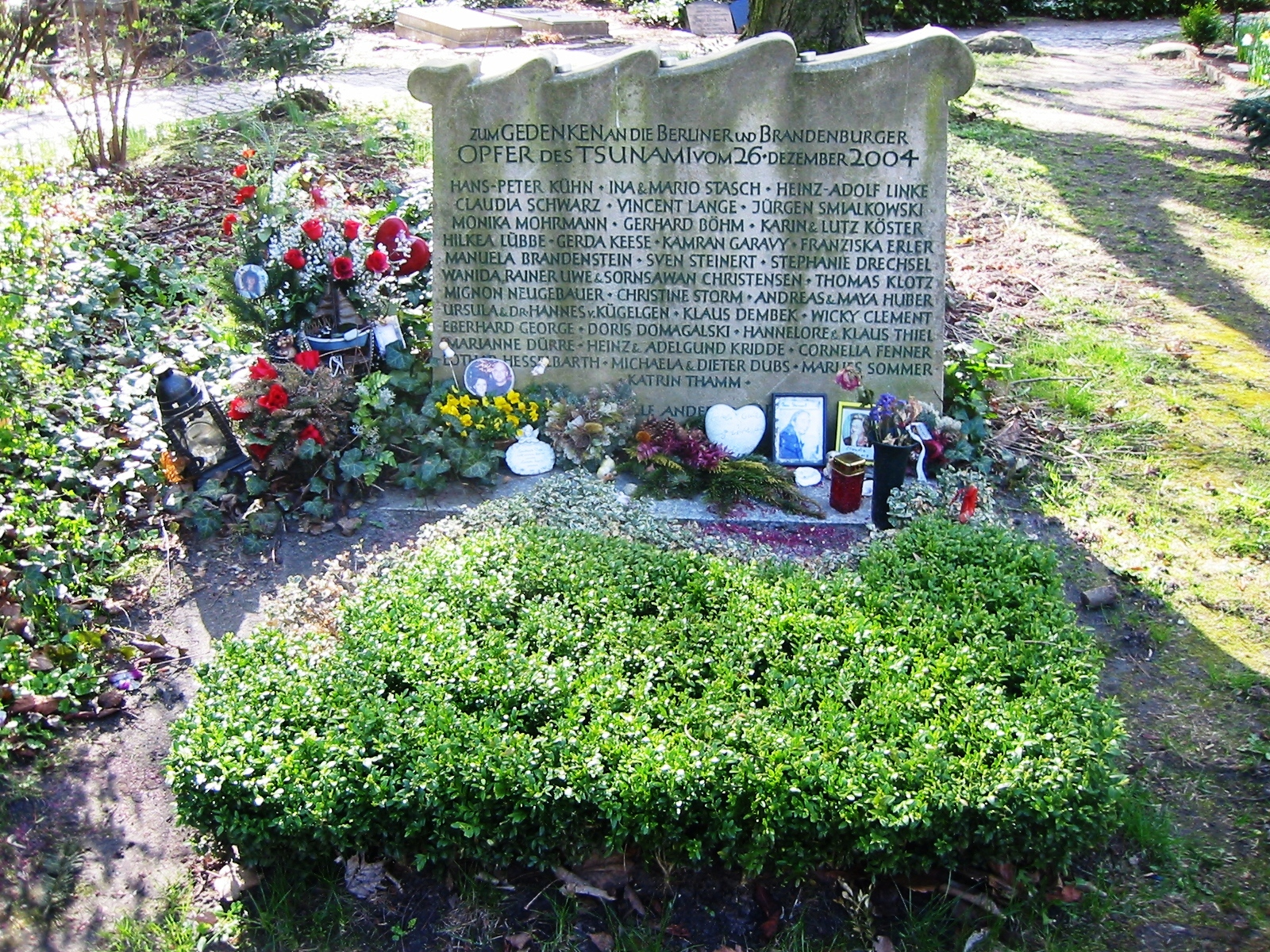
Gedenkstein für Berliner und Brandenburger Opfer des Tsunamis 2004

- Stolpersteine (Auswahl)
  - Else Ansbach, Peter-Strasser-Weg 22
  - Oskar Ansbach, Peter-Strasser-Weg 22
  - Marianne Cohn, Wulfila-Ufer 52
  - Franz Klühs, Kleineweg 77
  - Herbert Reinert, Friedrich-Karl-Straße 5
  - Elisabeth Schumacher, Werner-Voß-Damm 42
  - Kurt Schumacher, Werner-Voß-Damm 42
  - Gerhard Wartenberg, Alt-Tempelhof 9

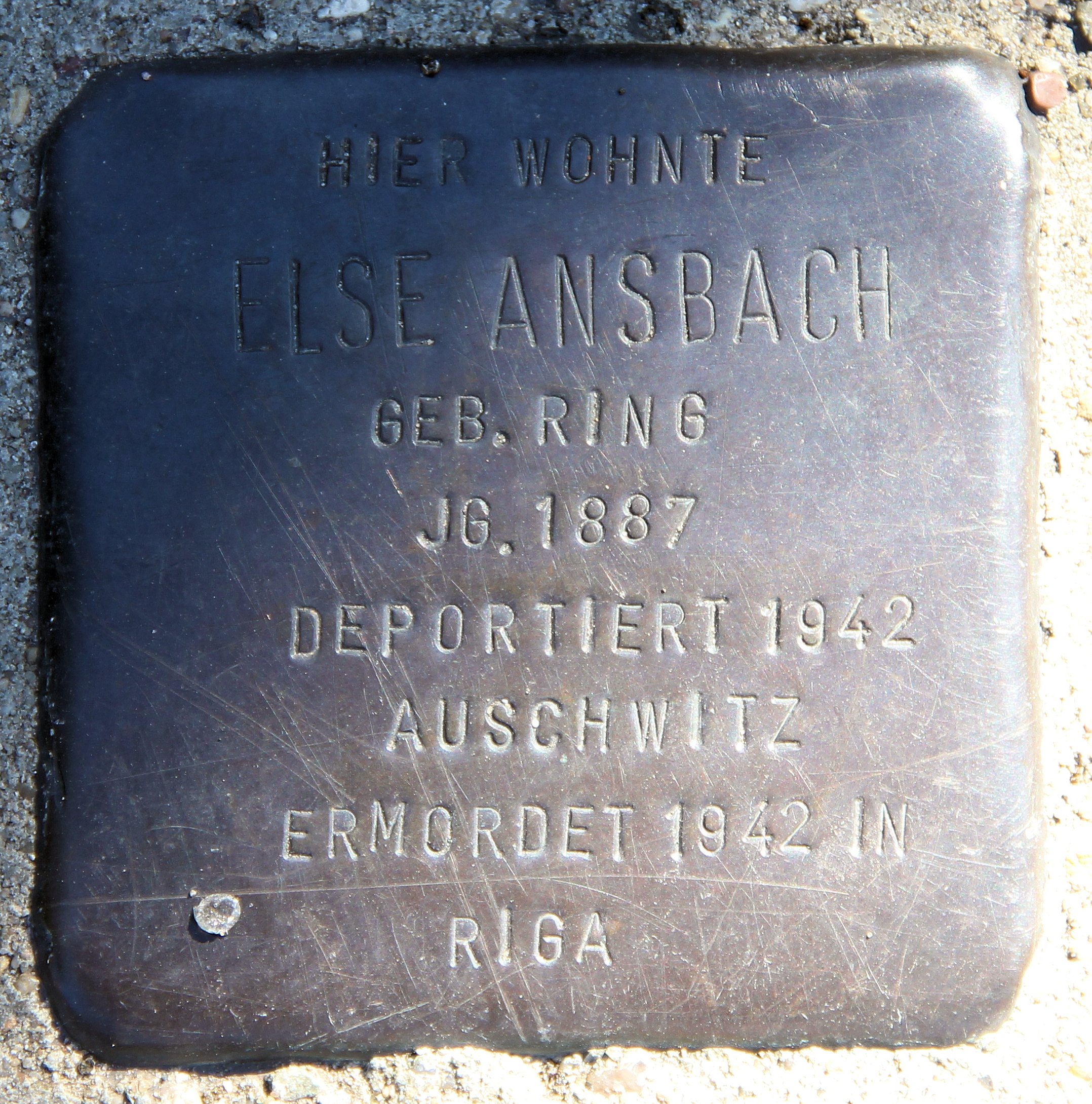
Else Ansbach
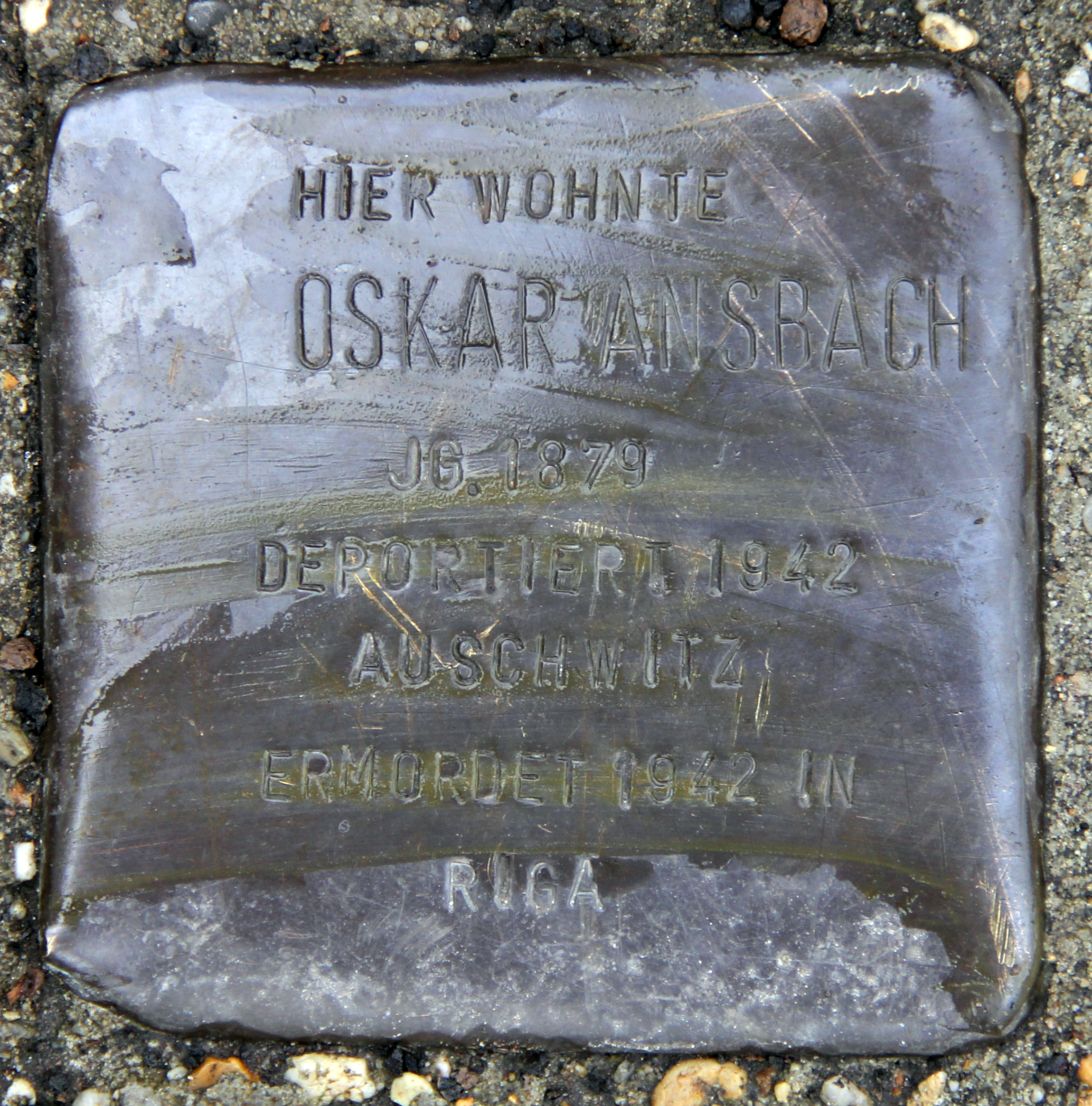
Oskar Ansbach
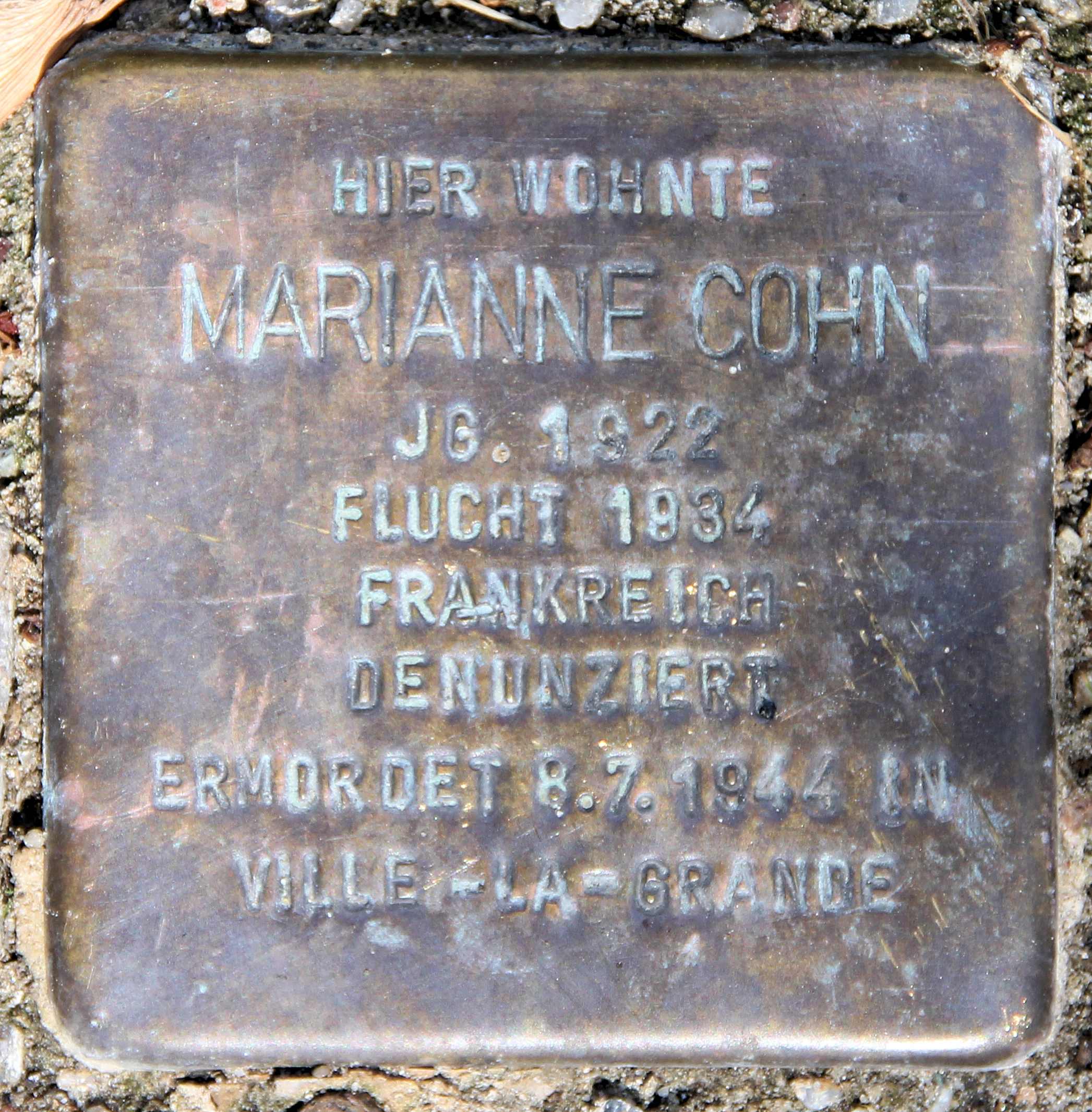
Marianne Cohn
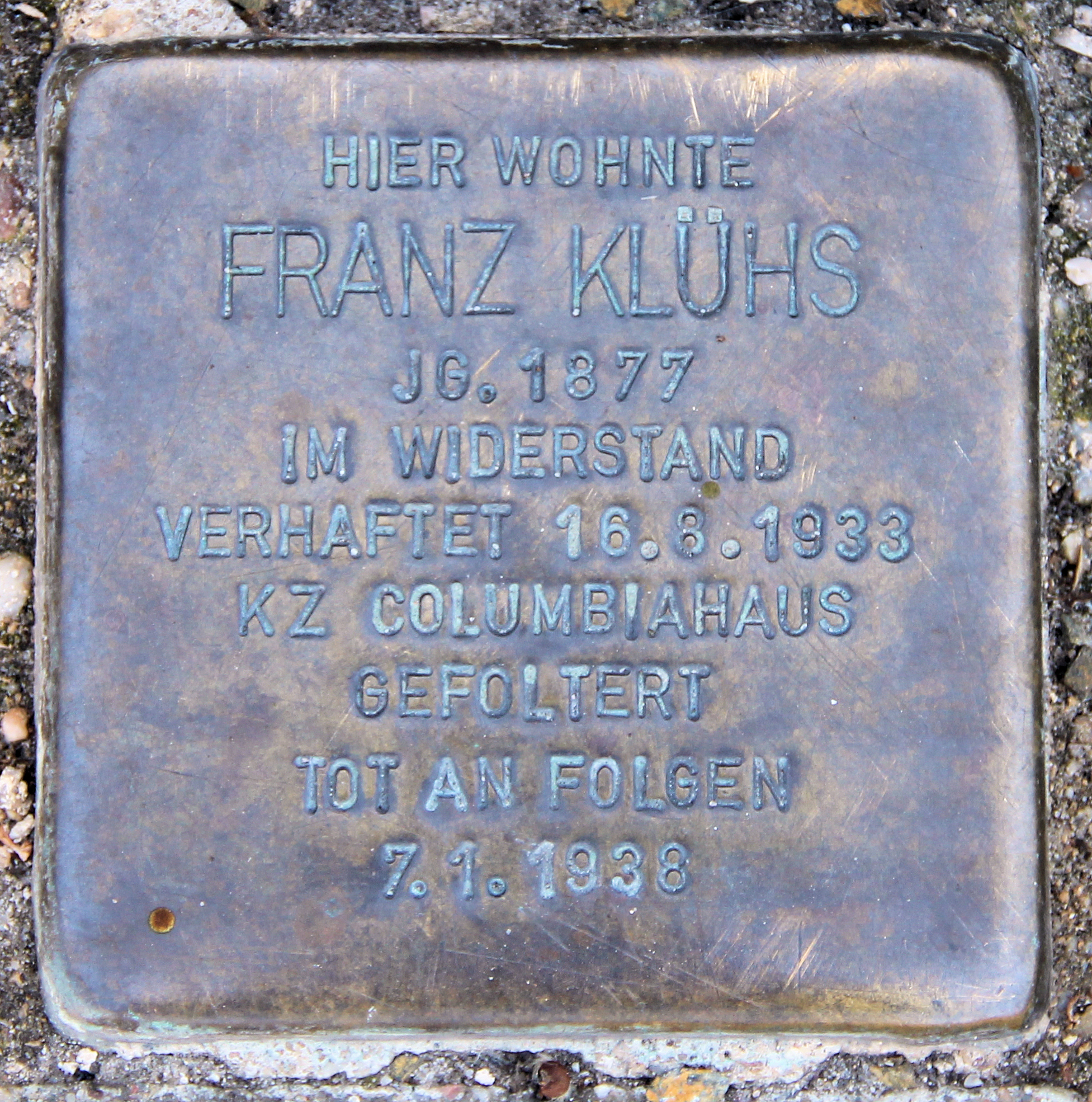
Franz Klühs
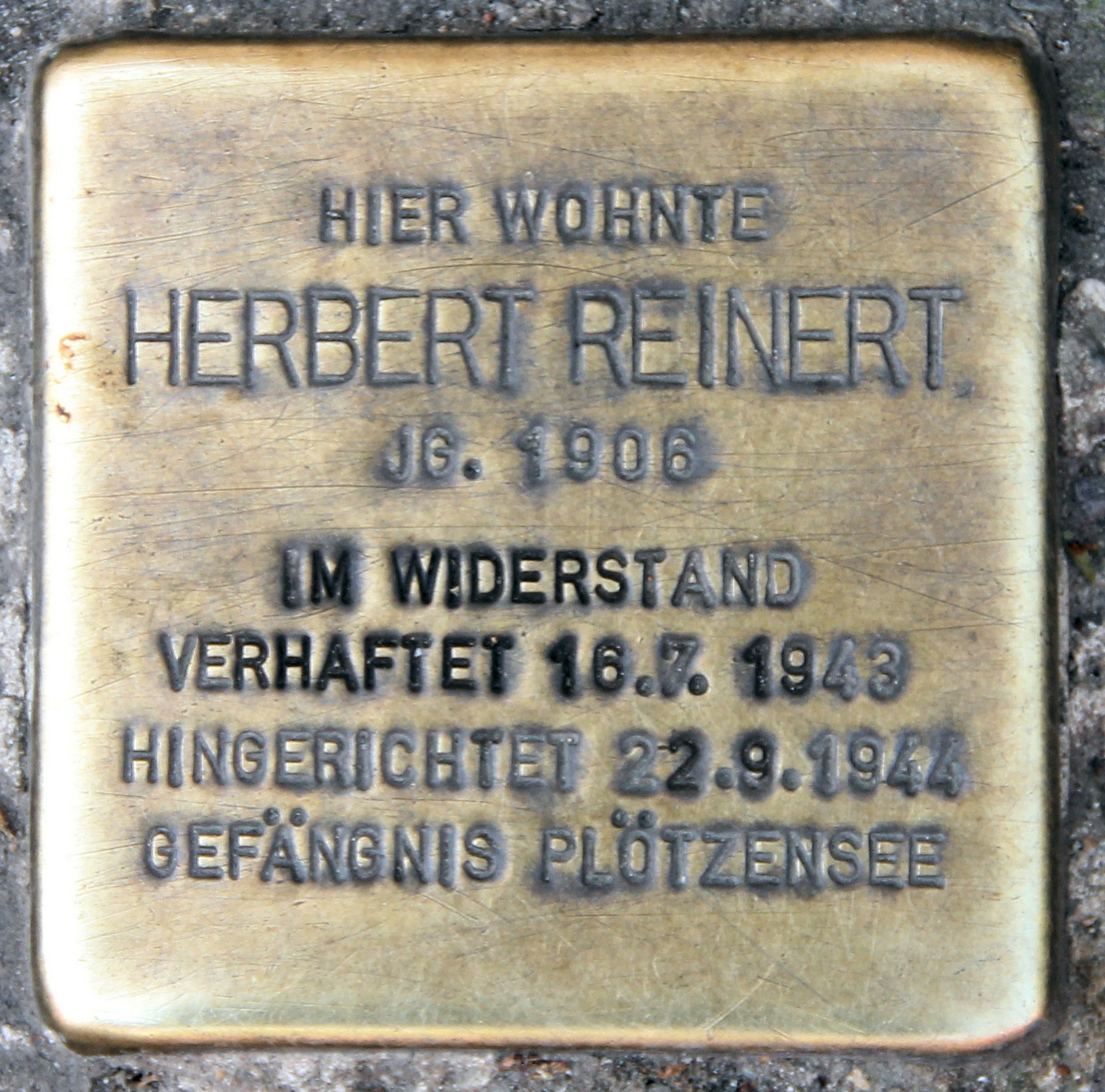
Herbert Reinert
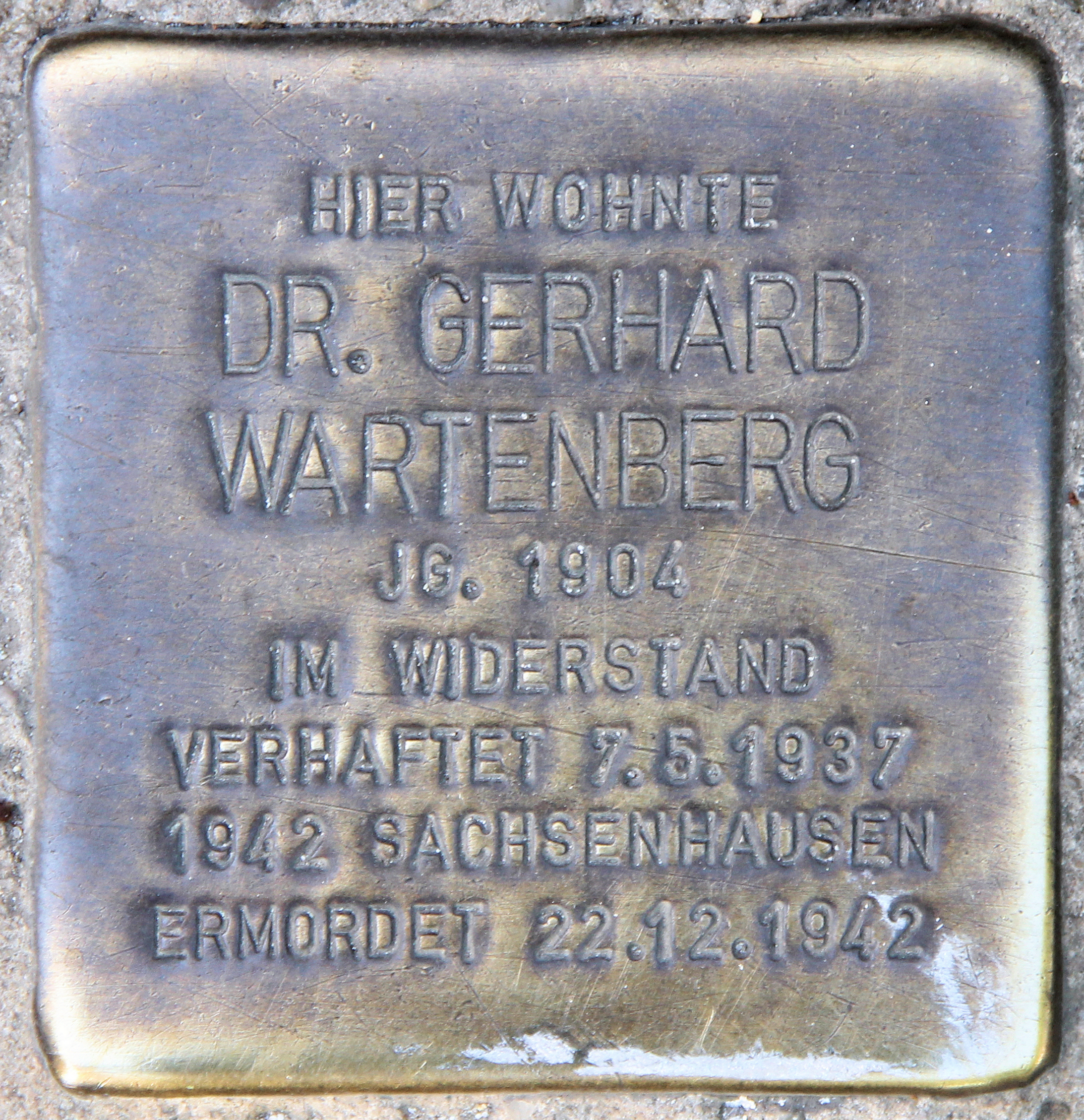
Gerhard Wartenberg
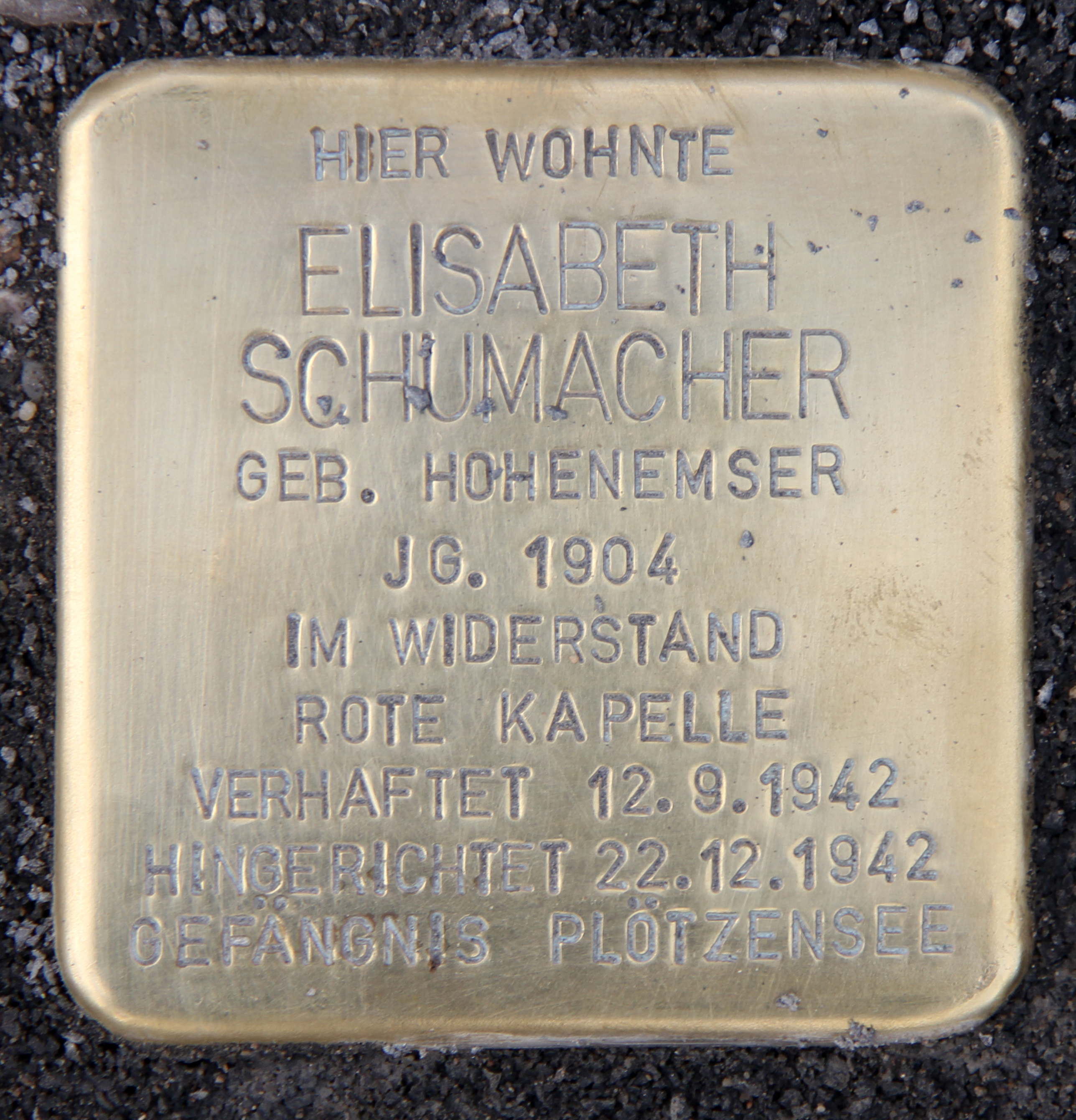
Elisabeth Schumacher
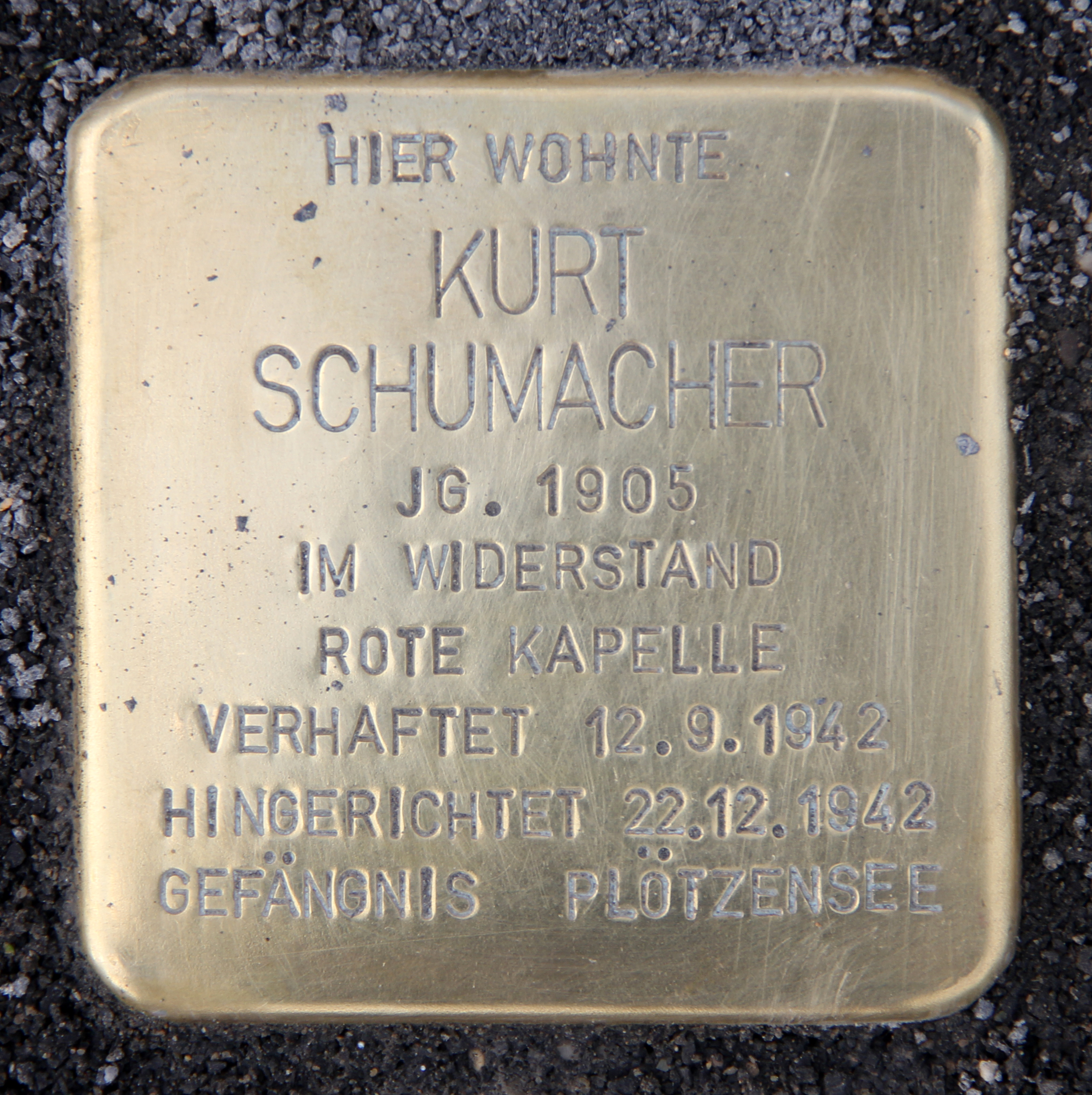
Kurt Schumacher

## Kultur
Im ganzen Ortsteil gibt es seit Anfang der 1990er Jahre kein Kino mehr, die meisten der 12 bekannten Kinos stellten bereits in den 1960er Jahren den Betrieb ein. Mit der Columbiahalle (heute: C-Halle) im Norden und der Ufa-Fabrik im Süden Tempelhofs besitzt Tempelhof zwei berlinweit bekannte kommerzielle Veranstaltungsstätten mit unterschiedlichem Ansatz. Mit der Eröffnung des Einkaufszentrum im Tempelhofer Hafen im Jahr 2009 kam ein neuer großer Gebäudekomplex hinzu, der mit dem alten Hafen Tempelhof ein Ensemble bildet. Dort finden unregelmäßig kleine Ausstellungen und Aktionen statt sowie einmal im Jahr das Hafenfest.

## Verkehr

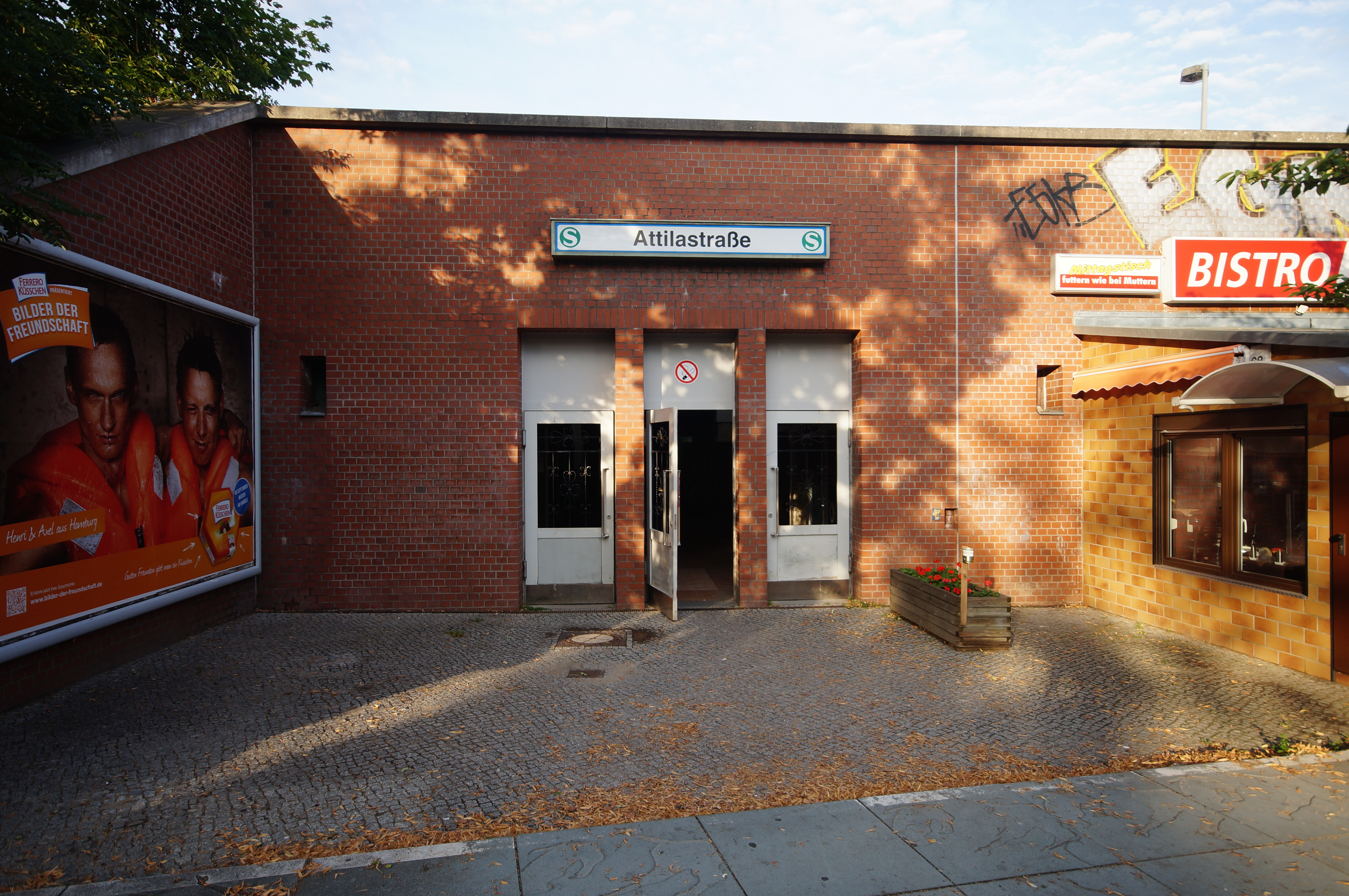
Bahnhof Attilastraße

Im Ortsteil liegen die Bahnhöfe Tempelhof und Attilastraße der S-Bahn Berlin. Zudem gibt es in Tempelhof die U-Bahnhöfe Tempelhof, Alt-Tempelhof, Kaiserin-Augusta-Straße, Paradestraße, Platz der Luftbrücke und Ullsteinstraße der U-Bahn-Linie U6.
Die Deutsche Post AG betreibt in Tempelhof eines von 82 Briefzentren in Deutschland.

## Schulen
- Askanisches Gymnasium
- Freie Schule in der Ufa-Fabrik (Grundschule)
- Grundschule auf dem Tempelhofer Feld
- Hugo-Gaudig-Schule (Integrierte Sekundarschule)
- Johanna-Eck-Schule (Integrierte Sekundarschule)
- Luise-Henriette-Gymnasium
- Maria-Montessori-Grundschule
- Marianne Cohn-Schule (Förderschwerpunkt „Geistige Entwicklung“)
- Paul-Klee-Grundschule
- Paul-Simmel-Grundschule
- Schule am Berlinickeplatz (Integrierte Sekundarschule)
- Tempelherren-Grundschule

## Persönlichkeiten

### Söhne und Töchter des Ortsteils
- Johann Karl Friedrich Riese (1759–1834), Bildhauer und Porzellankünstler
- Johann Gottlieb Berlinicke (1805–1880), Bauerngutsbesitzer und Gemeindevorsteher in Tempelhof
- Carl Rechlin (1836–1882), Militär- und Genremaler
- Adolf Lewissohn (1852–1927), Immobilien- und Finanzmakler, Gründer des Seebades Mariendorf
- Max Sievers (1887–1944), Vorsitzender des Deutschen Freidenker-Verbandes und Widerstandskämpfer gegen den Nationalsozialismus
- Charlotte Adel (1893–1938), Widerstandskämpferin
- Berta Drews (1901–1987), Theater- und Filmschauspielerin
- Wilhelm Albrecht (1902–1962), Ingenieur und Unternehmer
- Gertrud Frischmuth (1903–1987), Theologin und Pastorin
- Rolf Eden (1930–2022), Geschäftsmann und Nachtclubbesitzer
- Manfred Kiedorf (1936–2015), Bühnenbildner, Illustrator und Miniaturist
- Sabine Lange (1936–1998), Krankenschwester im Tropeninstitut Berlin
- Horst Milde (* 1938), Begründer des Berlin-Marathons
- Rainer Malkowski (1939–2003), Lyriker
- Norbert Rieder (* 1942), Zoologe, CDU-Politiker
- Klaus Wowereit (* 1953), SPD-Politiker, 1984–1995 Bezirksstadtrat von Tempelhof, 2001–2014 Regierender Bürgermeister von Berlin[23]
- Astrid-Sabine Busse (* 1957), Pädagogin und SPD-Politikerin
- Carola Gold (1960–2012), Public-Health-Expertin, Hochschullehrerin und Journalistin
- Michael Müller (* 1964), SPD-Politiker, 1989–1996 Mitglied der Bezirksverordnetenversammlung (BVV) Tempelhof, 2014 bis 2021 Regierender Bürgermeister von Berlin
- Vicente de Teba (* 1978), Rapper
- Manny Marc (* 1980), DJ und Rapper

### Mit Tempelhof verbundene Persönlichkeiten
- Carl Rechlin (1802–1875), Schlachten- und Genremaler, lebte in der Dorfstraße
- Christian Grothe (1803–1849), Genremaler, lebte in der Dorfstraße
- Edmund Elend (1881–1933), Kaufmann und Besitzer des Kaufhaus Tempelhof
- Heinrich Greve (1846–1892), Arzt in Tempelhof
- Paul Preuß, Begründer der chemischen Fabrik Tempelhof Preuß & Temmler, siehe CT Arzneimittel
- Elisabeth Schumacher (1904–1942), Grafikerin und Widerstandskämpferin der Roten Kapelle, wohnte Werner-Voß-Damm 42
- Kurt Schumacher (1905–1942), Bildhauer, Medailleur und Widerstandskämpfer der Roten Kapelle, wohnte Werner-Voß-Damm 42
- Marta Hillers (1911–2001), Journalistin, lebte in der Manfred-von-Richthofen-Straße 13 (damals Nummer 31)
- Werner Stephan (1917–1957), Polizeifeuerwerker, lebte in Tempelhof